# Pierre-Percée
Pour l’article ayant un titre homophone, voir Pierre percée.
Pierre-Percée est une commune française située dans le département de Meurthe-et-Moselle, en région Grand Est, sur les premiers contreforts du massif vosgien.

## Géographie
La commune de Pierre-Percée est située à l'extrémité orientale du département de Meurthe-et-Moselle, au sein de l'arrondissement de Lunéville et du canton de Badonviller, sur le rebord droit de la vallée de la Plaine, rivière qui prend sa source sur les flancs lorrains du massif du Donon.
La limite communale enlace du sud au nord le bois du Grand Rain de Para, la côte du Moulin et la forêt des Elieux dominée par l'Ortomont, le bois de la Pierre à Cheval culminant à 570 m d'altitude comprenant son promontoire méridional nommé "roche de (la) Soye" ou "roc de l'Hazoi" autrefois, jusqu'au col de la Chapelotte et une modeste partie de son versant oriental, en limite avec Angomont, s'étendant jusqu'à la source Cholley. L'ensemble est circonscrit essentiellement par les lignes de thalweg, à l'ouest entre la basse ou vallon du Lajus, prolongé au nord par la dépression de Xaveure, et au-sud-est par la vallée de la Plaine. Au nord, la limite communale avec Badonviller rejoint diverses lignes de crête, qui domine à l'est les multiples versants de la basse ou du ruisseau de Chararupt, jusqu'au col de la Chapelotte. De la source Cholley à la Plaine, la limite s'effectue avec le secteur des Collins, hameau de Bionville.
La carte d'état-major des années 1860 permet de distinguer en remontant la basse du Lajus où coulait autrefois le ruisseau de Xapénamoulin ou encore des Vieux-Prés, du nom d'une dépression avec prairies irriguées de la forêt des Elieux, entre le bois de la Grande Combe au nord et la roche des Corbes vers 430 m d'altitude au sud, sur le territoire forestier de la commune de Badonviller. On trouve ainsi en aval Le Louvre, une scierie-ferme au-dessus du Lajus, le point-bas de la commune à 301 m d'altitude), proche du hameau du Lajus caractérisé par les scieries Lajus, dont elle fait partie, exploitant aussi les bois de Pexonne et de Neufmaison, puis au nord à environ 1,5 km en amont la scierie Gérard en limite avec Pexonne, à 2,4 km le hameau de Xapénamoulin proche des deux communes de Pexonne et Badonviller, à 3 km la ferme des Neufschamps en limite avec Badonviller, ces trois derniers lieux ayant disparu sous les eaux, avec la partie basse du Val recoupé, comprenant les fermes de Jérusalem et Xaveure (sous la hauteur de Pierre-percée). Côté val de Celles, apparaissaient en remontant les lieux-dits La Forge, la basse Saint-Georges au débouché du Rain de Para, le moulin de Pierre-percée, le bas de la Côte du Moulin, la Ménelle d'où partait un vieux chemin remontant la basse de Chararupt, dont un diverticule desservait le hameau de Pierre-Percée, la Soye, Viragothe et Pierre-à-Cheval (Pierre-percée).
| Badonviller | Angomont      | Bionville                  |
| Pexonne     | Pierre-Percée |                            |
| Neufmaisons |               | Celles-sur-Plaine (Vosges) |

### Géologie
Les couches de roches sédimentaires sur Pierre-Percée, mis à part les couches alluvionnaires du fond de la vallée ou des vallons adjacents, appartiennent au Trias inférieur, excepté quelques liserés de Trias moyen au nord. Le grès vosgien du Buntsandstein s'impose en altitude, à mi-hauteur, les premières couches gréseuses sont présentes à moins de 310 m au sud, à plus de 330 m d'altitude au nord.

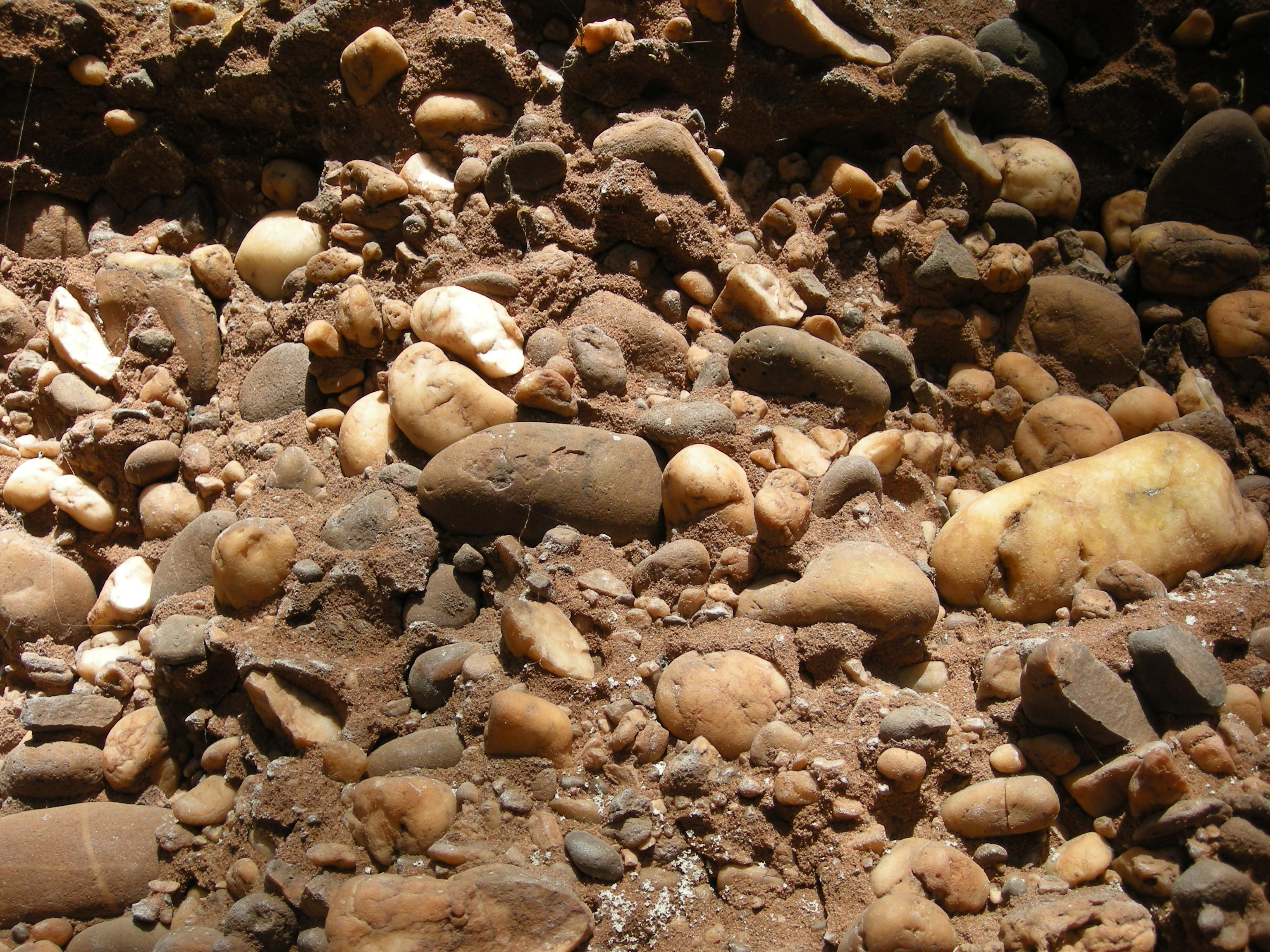
Couche superficielle de poudingue dégradée et érodée, proche des ruines sommitales

Sur les sommets restent des reliquats de Buntsandstein supérieur ou de Trias moyen, sous la forme de couches intermédiaires, peu visibles, surmontées du conglomérat principal, insérant de gros galets sous l'aspect d'un poudingue résistant à l'érosion : noyaux de dizaines d'ares (Ortomont, Pierre à Cheval), languette de centaines d'ares (au nord de la Pierre à Cheval) ou simple langue sinueuse ou effilée surmontée d'une dalle de poudingues, matériaux rocheux retrouvés en altitude plus à l'est par exemple autrefois en noyau arrondi au sommet de la Tête du Coquin. Cette dernière formation, sinueuse ou allongée sur presque deux kilomètres, sur laquelle reposent les structures ruiniformes des châteaux de hauteur, est placée en contrebas de couches subsistantes du Trias moyen, dominant, du fait du pendage des couches sédimentaires s'élevant vers l'axe vosgien, à l'est sur la forêt de Badonviller, de Pexonne et de Neufmaisons, voire sur une partie de la bourgade de Badonviller. Les vallons profonds, comme l'étroit cours du ruisseau des Vieux-Prés (aujourd'hui principalement ennoyé) et surtout la vallée de la Plaine plus ou moins large sont comblés par les alluvions fluvio-glaciaires plus ou moins récentes.
Au XIXe siècle, à l'époque où la couverture forestière était nettement moins dense, il était possible de distinguer dans le plan de vision, au dessus du hameau-centre, une haute barre de poudingue ou conglomérat, d'aspect crémeux sur les phototypies, de 150 mètres de long, qui se nomme encore parfois Langstein. C'est sur ce socle et avec des matériaux rocheux extraits de ses cavités que les tours, châteaux et chapelles de Langenstein/Pierre-Percée ont été érigés au XIIe siècle.

### Hydrographie
La commune est dans le bassin versant du Rhin au sein du bassin Rhin-Meuse. Elle est drainée par la Plaine, le ruisseau de Chalaru, le ruisseau de la Cèpe, le ruisseau de Vane et le ruisseau du Vieux Pre,.
La Plaine, d'une longueur de 34 km, prend sa source dans la commune de Grandfontaine et se jette  dans la Meurthe à Raon-l'Étape, après avoir traversé onze communes.

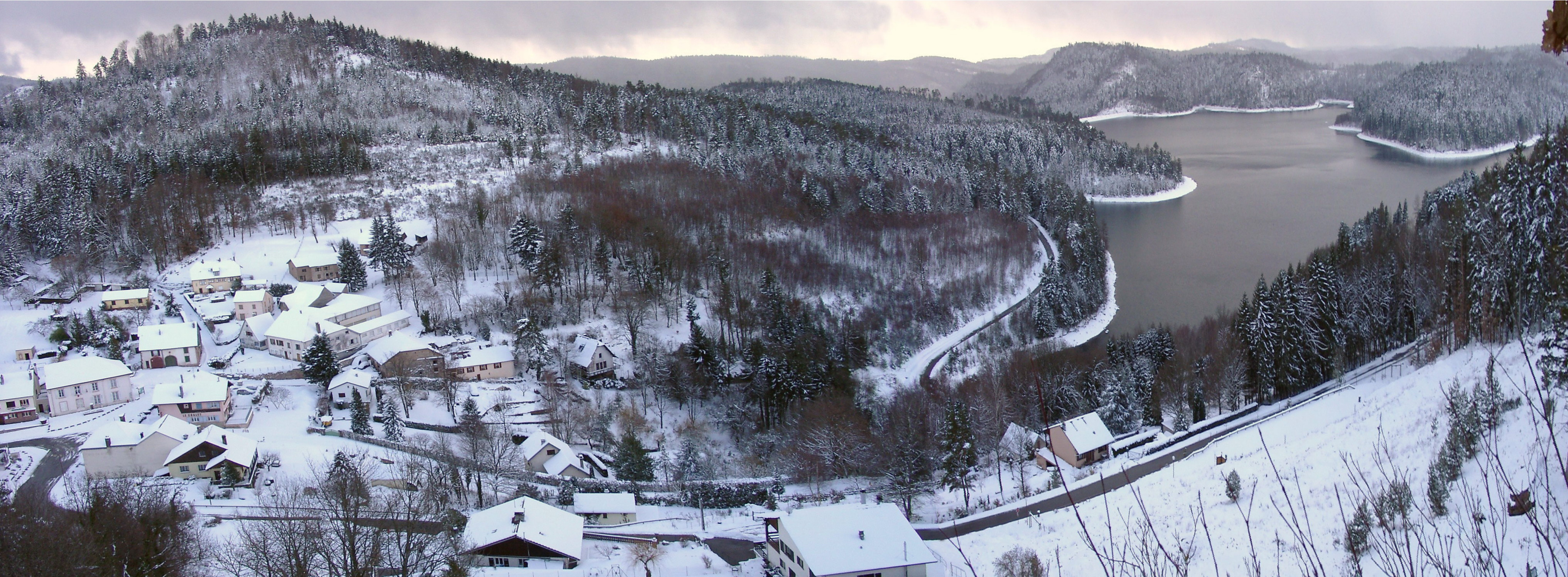
Pierre-Percée et sa mairie, dominant le lac de Pierre-Percée en hiver.
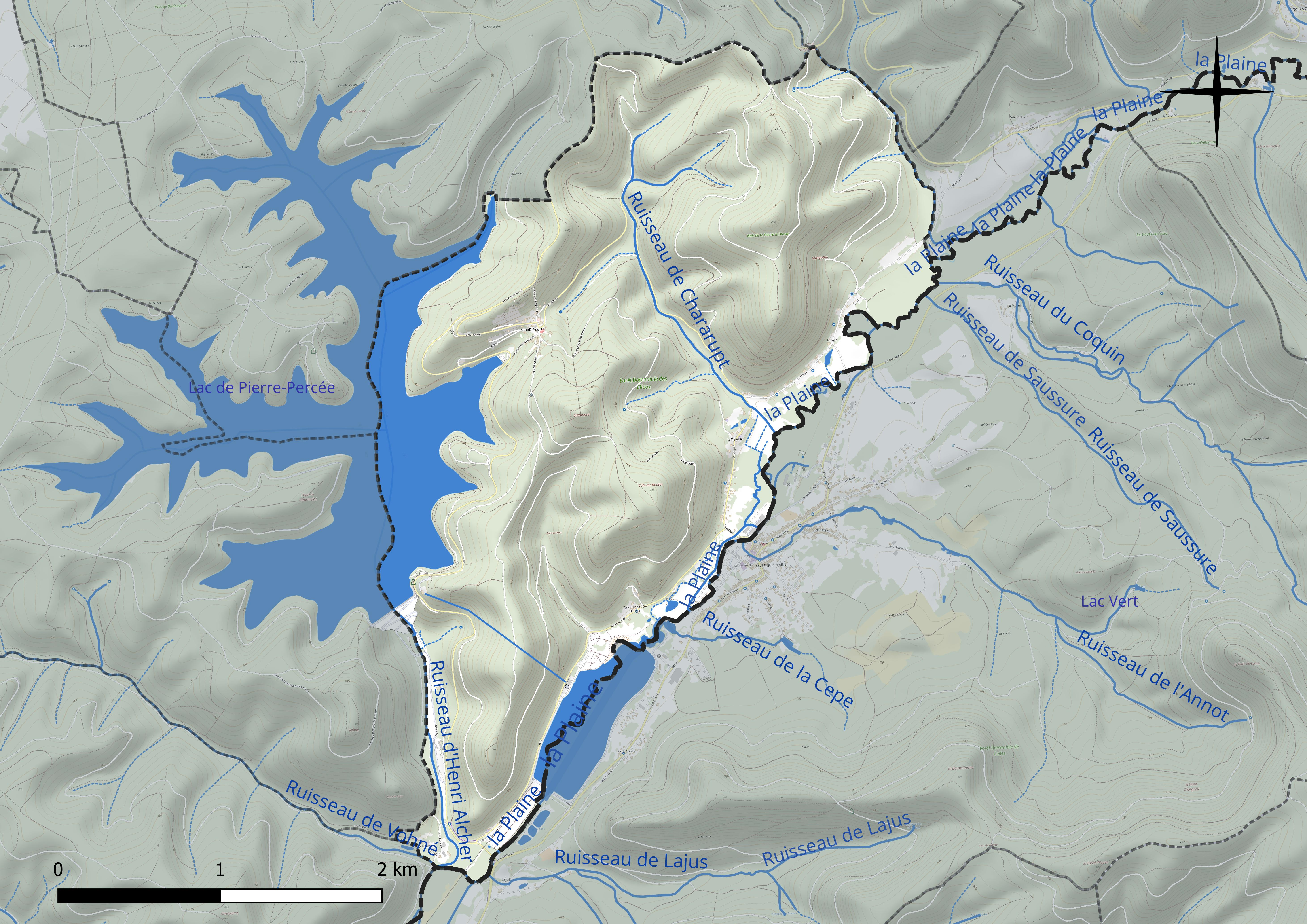
Réseau hydrographique de Pierre-Percée.

Deux plans d'eau complètent le réseau hydrographique : le lac de la Plaine, d'une superficie totale de 32,9 ha (9,1 ha sur la commune) et le lac de Pierre-Percée, d'une superficie totale de 303,4 ha (79,5 ha sur la commune),.
Dans la vallée de la Plaine, le lac réservoir de la Plaine, qui ennoie la limite intercommunale avec Celles-sur-Plaine, a permis, et permet encore, le remplissage du lac ou retenue supérieur de Pierre-Percée, dite du Vieux Pré. Ce dernier plan, largement échancré de manière fractale, ennoie les limites intercommunales de Pexonne (principalement au sud-ouest), Badonviller (au nord et nord-ouest) et Pierre-Percée (à l'est). Le débarcadère de Froide-Fontaine sur le lac en pleine eau n'est qu'à 290 mètres de la mairie de Pierre-Percée. Le ruisseau Henri Alcher, empruntant en partie le cours du ruisseau des Vieux-prés dans la haute basse Lajus, dénomme depuis les années 1980 les eaux s'écoulant du barrage du Vieux-pré.
Le vocabulaire précis, distinguant les lacs de Pierre-Percée, est souvent abandonné, on mentionnait de façon populaire ou technique, le "(petit) lac du bas", le "lac inférieur (de remplissage ou de réserve)" pour le "lac de Plaine" en opposition au "lac supérieur", au "grand lac du haut" désignant le lac de Pierre-Percée. Le regard extérieur tend à gommer toute précision : il ne reste de manière triviale qu'un lac de Pierre-Percée, le plus étendu et le plus remarquable d'un point de vue cartographique.

### Climat
Pour des articles plus généraux, voir Climat du Grand Est et Climat de Meurthe-et-Moselle.
En 2010, le climat de la commune est de type climat de montagne, selon une étude du Centre national de la recherche scientifique s'appuyant sur une série de données couvrant la période 1971-2000. En 2020, Météo-France publie une typologie des climats de la France métropolitaine dans laquelle la commune est exposée à un climat semi-continental et est dans la région climatique  Vosges, caractérisée par une pluviométrie très élevée (1 500 à 2 000 mm/an) en toutes saisons et un hiver rude (moins de 1 °C).
Pour la période 1971-2000, la température annuelle moyenne est de 9,5 °C, avec une amplitude thermique annuelle de 16,7 °C. Le cumul annuel moyen de précipitations est de 1 165 mm, avec 13,5 jours de précipitations en janvier et 10,8 jours en juillet. Pour la période 1991-2020, la température moyenne annuelle observée sur la station météorologique de Météo-France la plus proche, « Badonviller », sur la commune de Badonviller à 5 km à vol d'oiseau, est de 10,2 °C et le cumul annuel moyen de précipitations est de 1 066,3 mm. 
La température maximale relevée sur cette station est de 39,1 °C, atteinte le 4 août 2022 ; la température minimale est de −22 °C, atteinte le 14 janvier 1960,,.
Les paramètres climatiques de la commune ont été estimés pour le milieu du siècle (2041-2070) selon différents scénarios d'émission de gaz à effet de serre à partir des nouvelles projections climatiques de référence DRIAS-2020. Ils sont consultables sur un site dédié publié par Météo-France en novembre 2022.

## Urbanisme

### Typologie
Au 1er janvier 2024, Pierre-Percée est catégorisée commune rurale à habitat très dispersé, selon la nouvelle grille communale de densité à sept niveaux définie par l'Insee en 2022.
Elle est située hors unité urbaine et hors attraction des villes,.

### Occupation des sols
L'occupation des sols de la commune, telle qu'elle ressort de la base de données européenne d’occupation biophysique des sols Corine Land Cover (CLC), est marquée par l'importance des forêts et milieux semi-naturels (83,3 % en 2018), en diminution par rapport à 1990 (84,3 %). La répartition détaillée en 2018 est la suivante : forêts (83,3 %), eaux continentales (9 %), prairies (6,4 %), zones urbanisées (1,2 %). L'évolution de l’occupation des sols de la commune et de ses infrastructures peut être observée sur les différentes représentations cartographiques du territoire : la carte de Cassini (XVIIIe siècle), la carte d'état-major (1820-1866) et les cartes ou photos aériennes de l'IGN pour la période actuelle (1950 à aujourd'hui).

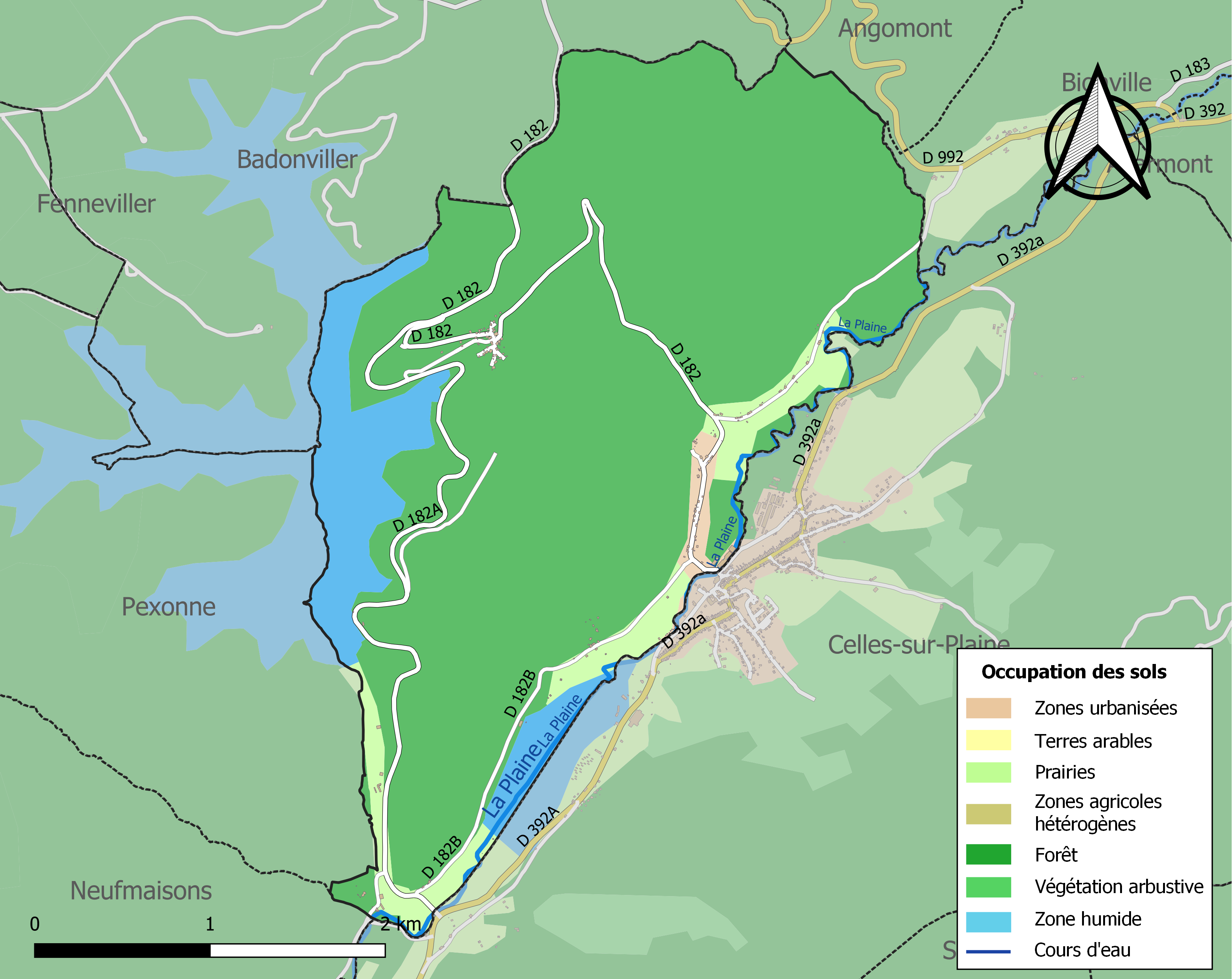
Carte des infrastructures et de l'occupation des sols de la commune en 2018 (CLC).

### Habitat résidentiel et visites touristiques
En 2018, la commune de montagne, délimitée officiellement en cinq hameaux, soit le bourg (centre proche du lac de Pierre-Percée, ou lac supérieur), et sur le rebord ou la val de Plaine, la Ménelle, La Soye, la Basse de Para et Lajus, possède une population de 146 habitants, en comptant les familles propriétaires des résidences secondaires, qui représente environ un tiers des habitants. Le maire Denis Guyon affirme qu'en période estivale, le nombre de visiteurs quotidien avoisine 8000, ce qui fait de l'activité touristique un point fort.

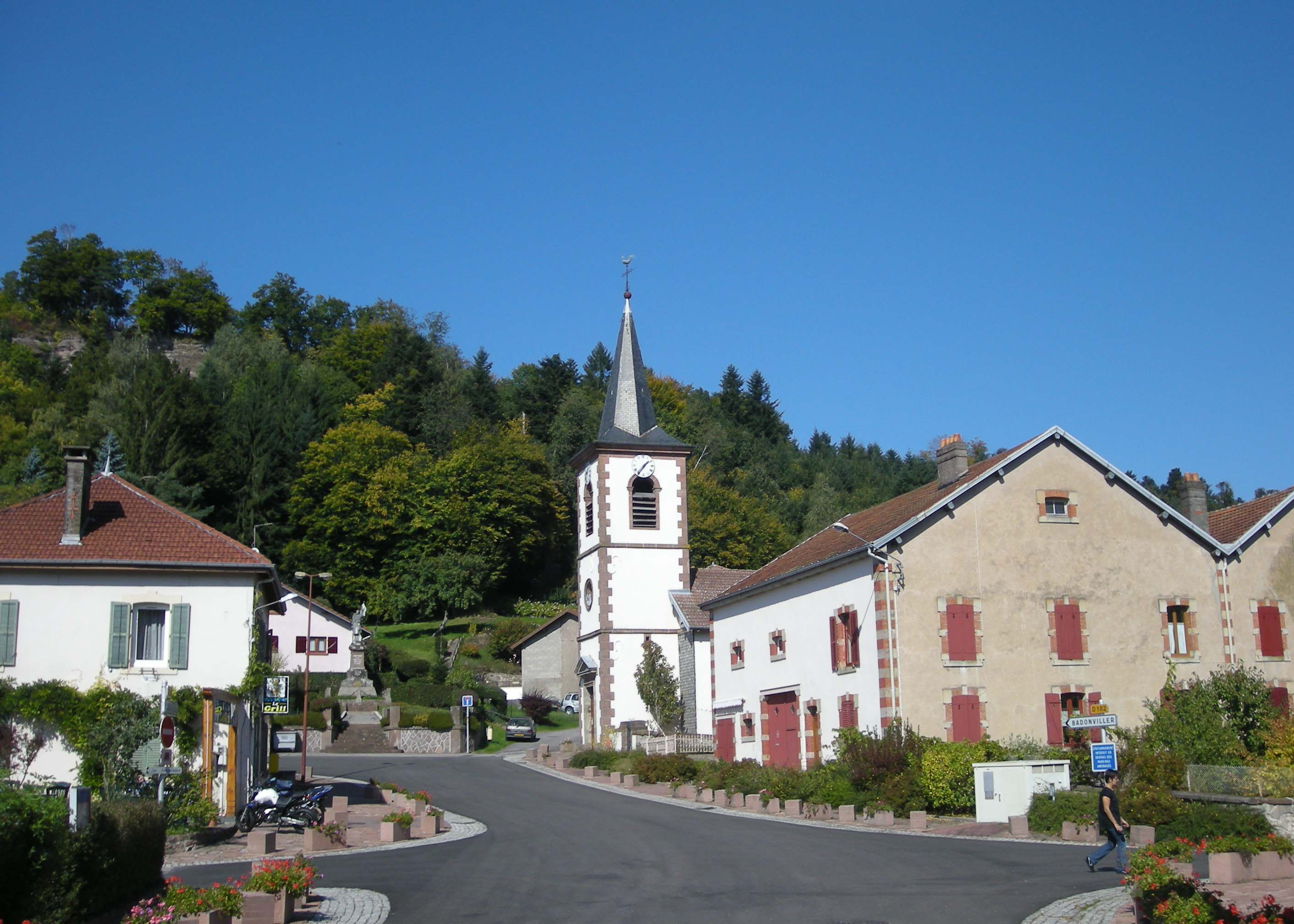
Village de Pierre-Percée en septembre 2008

## Toponymie
Le nom primitif de Langenstein (« longue pierre ») disparait peu à peu au profit de Petra Perceia, « Pierre Percée ». Des historiens lorrains ont conclu, abusivement, que le toponyme original ne pouvait être qu'allemand : Langstein.
Le nom de la localité est attesté sous les formes Corradus comes de Petra Perceia (1127) ; Castrum quod Petra Pertusata dicitur ; Chastellerie et forteresse de Pierre-Percie (1280) ; Pierreperciée (1282).

De l'oïl pierre et l'adjectif percée, peut-être pour désigner la tranchée d'une route. Nous connaissons mal le nom de ce lieu avant le XIe siècle, et il est probable que l'érection de forteresses de surveillance des passes montagnardes entre plateau lorrain et vallée de la Plaine peut être très ancienne.
Le petit hameau ou modeste village sous le château en ruines à l'époque moderne puis la commune à l'époque contemporaine semblent tirer leur nom d'un mélancolique espace de guerre médiéval, décrit autant par l'historiographie messine que par la légende vosgienne d'Agnès de Langenstein. Sans cautionner les multiples légendes aux dates approximatives, prévoyant une agression et un siège imminent en 1134, les défenseurs avaient agrandi sa citerne, et la légende vosgienne affirme qu'ils avaient percé ensuite avec ardeur le rocher en profondeur à de multiples puits pour y collecter de l'eau, On raconte que… C'est Henri 1er, second fils d'Agnès et Hermann, qui aurait fait percer un puits de 3 mètres de large et d'au moins 33 mètres de profondeur directement dans le gré.

Ainsi quelques décennies après le retour à la paix, le château des partisans des Langenstein déchus se dénomme en latin petra perceia ou petra pertusata, ou en ancien français Pierre Percée, Pierre perciée, la forme pierre pertuise n'ayant point été retrouvée dans les textes français. Ainsi en 1280, la layette sur Blâmont du Trésor des Chartes de Lorraine (II, n°26) contient déjà des papiers concernant la « chastellenie et forteresse de Pierre percie », acquise en 1258 par Jacques de Lorraine, évêque de Metz. En 1282 est attesté Pierreperciée dans les archives de Deneuvre.

Henri Lepage mentionne aussi le succès des troupes messines, ayant percé cette position défensive, par la périphrase latine de la chronique épiscopale messine, "castrum quod Petra pertusata dicitur".
Ce qui est certain, c'est l'usage paysan multiséculaire des pierres extraites des châteaux en ruine pour édifier les maisons des hameaux voisins, voire l'église du village. Une pierre percée peut être une assise de pierres qui forme le rebord d'un puits, la margelle d'un puits.

## Histoire

### Un hameau du comté de Salm sous les ruines d'un château médiéval
Le châtellenie de Langenstein domine au XIe siècle une partie du piémont lorrain, en particulier les contrées de Badonviller et de Blâmont, et l'ensemble de la vallée de la Plaine jusqu'au Donon. En ce sens, les seigneurs d'ascendance souabe ou alsacienne, qui y possèdent de nombreux biens fonciers, se posent ici en héritiers de la vaste villa mérovingienne de Bodonis Villa. La châtellenie de Langenstein, lambeau d'une vaste principauté morcelée aux marches de l'Alsace médiévale, ici probable douaire de la veuve, née Agnès de Bar, a été associée à la seigneurie-avouerie de l'abbaye de Senones, échue à Hermann II de Salm, à partir du mariage de ce jeune seigneur avec la dame veuve. Agnès de Bar-Langenstein suit son époux prenant part dans le violent conflit du duc de Lorraine contre l'évêque de Metz, Étienne de Bar, qui n'est autre qu'un de ses frères. Si le félon de la maison de Salm, Hermann, qui devait et son fief et son épouse à l'évêque messin, patron et beau-frère, périt dans une lourde charge à la bataille de Frouard en 1133, l'expédition messine de rétorsion prend son temps, et le siège ou blocus du château de Langenstein qui dure autour de 1136 presque une année nécessite la construction technique de trois forteresses ou châteaux d'encerclement de l'art poliorcétique, Le château défoncé, par de nombreuses brèches, est aussi un lieu de défaite de la montagne vosgienne et de sa soumission définitive à l'hégémonie seigneuriale et économique lorraine et messine.Il y a eu une tentation assimilatrice, créatrice d'une lignée supposée ancienne et vosgienne des comtes de Salm. Or Hermann II, mort en 1133 à la bataille de Frouard, est par héritage de son père, Hermann Ier, fils du comte de Luxembourg Giselbert et élu roi de Germanie en 1081, avoué de l'abbaye saint Pierre de Senones. Mais, moins puissant que son père, il n'a dû cet héritage qu'à la grâce de l'évêque de Metz, Etienne de Bar, frère d'Agnès de Bar-Langenstein. Veuve du comte de Langenstein et disposant de la châtellenie en douaire, celle-ci épouse, avec l'autorisation de la maison de Bar et de l'évêque de Metz, l'ambitieux Hermann II, ce qui n'empêche nullement l'heureux couple de rejoindre par intérêt le parti du duc de Lorraine Simon en conflit contre Bar et la cité épiscopale de Metz dès 1130. Le château de Langstein - castrum de Langestein - est assiégé pendant une longue année entre 1135 et 1136, par les troupes messines, qui circonscrivent le siège en construisant au moins trois forteresses de contention. La plus imposante, au nord-est et à 1500 mètres du château assiégé, occupe le site du futur château de Damegalle, la seconde à 500 mètres au sud prend appui sur l'Ortomont et la troisième, à 500 mètres au sud-ouest, s'accroche à la roche des Corbeaux. Malgré l'aide des alliés lorrains et montagnards vosgiens, parmi lesquels des moines de Moyenmoutier et de Senones en armes, comme le célèbre Isambert, ermite de la Mer. Agnès de Languestein, selon la légende, a perdu son mari, ses aînés du premier et second lit au cours d'une sortie désespéré, dont les corps mutilés sont cruellement exposés au vent sur la Pierre à Cheval, et voit son fils Henri, dernier survivant de la lignée des Salm, emmené captif à Metz par l'évêque. Les mercenaires messins auraient massacré sans pitié et jeté leurs corps dans les puits et fosses, les résistants vosgiens, au service de la lignée félone des Salm-Langenstein. Ce qui est plus assuré, c'est que la noble comtesse Agnès, veuve éplorée, est ostensiblement épargnée, et qu'une partie de ses revenus lui est laissé à condition d'un usage religieux conforme. Ainsi la dame de Langenstein fonde à trois lieues du château détruit, avec ses derniers biens propres, l'abbaye de Haute Seille entre 1140 et 1145.

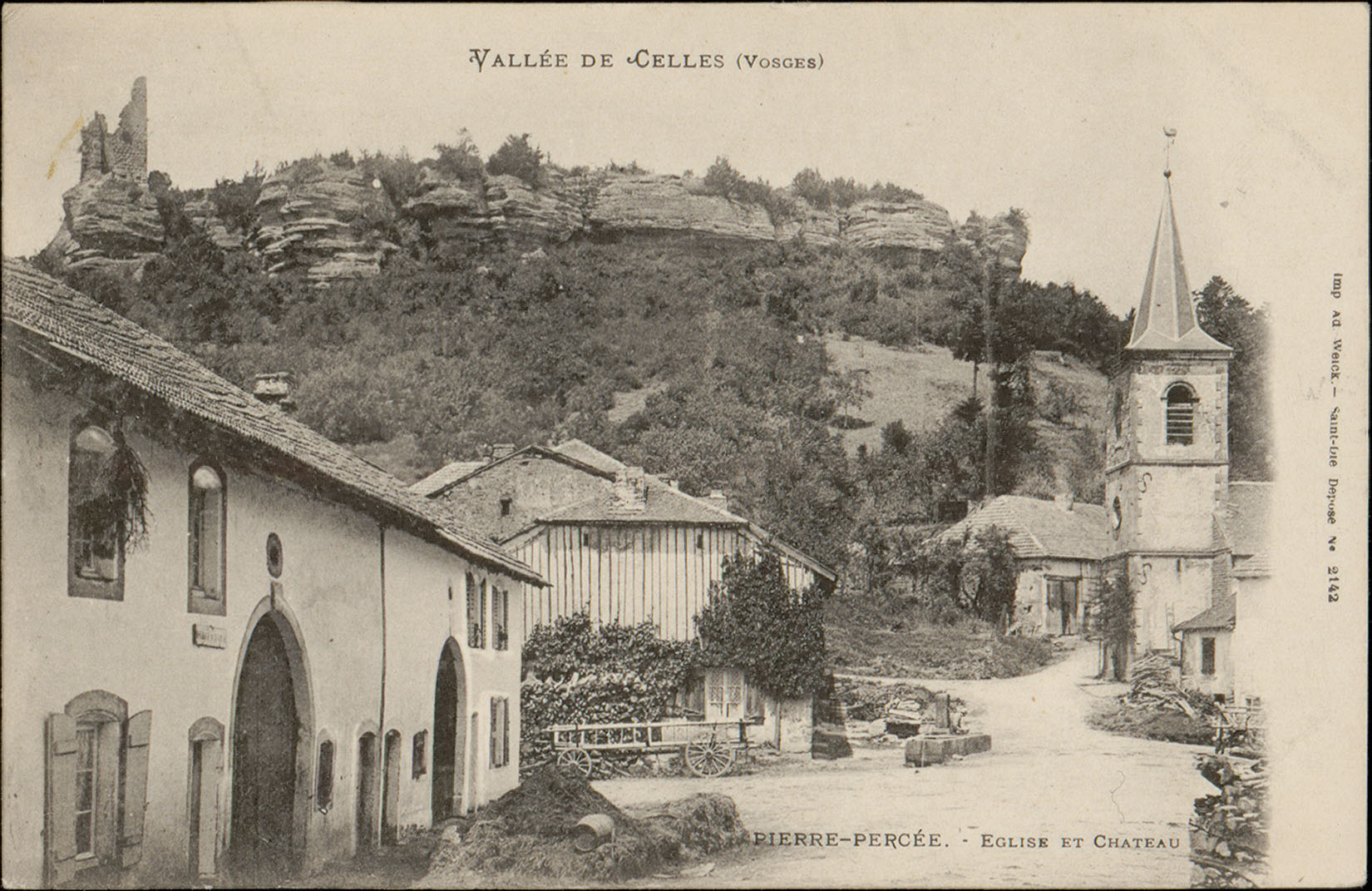
Tour de l'église, partie septentrionale du village sous la barre de poudingue portant les ruines du château à l'occident, vue depuis la place de la mairie (carte postale Adolphe Weick).

Le château de Pierre-Percée, fruit de la restauration du château de Langstein détruit et rebâti en colmatant ses brèches, a donné son nom au hameau puis au village contemporain. Il ne subsiste qu'à l'état de ruines depuis le XVIIe siècle. C'est un site exceptionnel constitué par un éperon rocheux qui a attiré maints curieux du Moyen Âge et autres visiteurs depuis le siècle des Lumières. La basse-cour du château s’étendait sur le côté nord-ouest, le moins abrupt de la pente. L'emprise du château sur le puissant banc de poudingue de 150 mètres de long était limitée à une partie occidentale, où subsiste longtemps une tour carré colossale ainsi qu'un puits de forme hémisphérique de 9 mètres de tour et de plus de 10 mètres de profondeur. Le puits légendaire de la comtesse de Agnès de Langenstein se caractérisait à l'origine par 12 pieds de diamètre et mille pied de profondeur. L'extrémité oriental du banc de poudingue comportait autrefois une chapelle isolée, dédiée à saint Antoine l'ermite.
Si le château de Languestein ou Langenstein est devenu à la fin du XIIe siècle le château emblématique de Pierre-Percée, c'est à partir de XIVe siècle que ce dernier se désigne aussi comme le château de Salm des origines, qu'il n'est point, car la maison comtale de Salm, en flattant la fibre locale montagnarde, se reconnaît comme le fruit de l'union quasi-intemporelle de Hermann et Agnès, chantée par les conteurs.
Les ruines modernes du château de Damegaule, sur la même ligne de crête au voisinage du château de Pierre-Percée, ont été dessinées et peintes en 1782 par le docteur Claudot, membre titulaire de la société des Sciences, Lettres et Arts de Nancy. Le sieur Claudot était, dans une veine préromantique captivé par l'histoire des châteaux de Pierre-Percée. Le château de Damegaule, une résidence fortifiée de chasse pour les comtes de Salm au XIVe siècle est en plein délabrement, mais ses murs fortifiés sont quasiment préservés, de même que la grande majorité des murailles du château ruiné proche de Pierre-Percée.
Un natif du village-hameau, Jean-Claude Docteur, pédagogue et auteur itinérant d'almanachs inspirés des rituels des vieux-chrétiens vosgiens, passés par les mots d'esprit et devinettes, contes oraux et fiauves des lourres (veillées d'hiver) et autres couarroyes (réunions), romance l'histoire du château transformé des Langenstein, au point de changer le sort des armes et le cours de l'histoire, imaginant le camp montagnard des Salm victorieux. Son fils, graveur sur bois, contribue largement à diffuser diverses représentations des châteaux et des environs.

### L'habitat dispersé de la communauté de Pierre-Perçée, soustrait au ban de Celles
En 1174, un monde agro-pastoral existe dans la seigneurie de Langstein, dont une part importante est confiée à la gestion de l'abbaye de Haute-Seille, suivant le vœu de dame Agnès. Henri, comte de Salm, confirme ainsi les pâturages pour les grands troupeaux ou bêtes rouges, les bois d'affouage ou de merrain. Le fief (feodum) et ses dépendances sont acquis par l'évêque de Metz, Jacques, frère du duc Mathieu II. Le comte Henri et ses hoirs, premiers seigneurs tutélaires, peuvent le racheter, et gardent foi et hommage pour ce fief inaliénable de leur comté.
La veille de la saint André 1266, Thierry de Lascere donne à l'abbaye de Senones l'ensemble de ses biens et avoirs en la châtellenie de Pierre-Percée, comme il est répertorié dans le cartulaire de Senones. La châtellenie commande encore au piémont environnant Badonviller. Alison, la femme de l'ancien maire de Badonviller, reçoit le 15 octobre 1344 l'appui pour ses affaires à régler sur place devant justice comtale et la caution de 100 livres de bons sous messins versés au prévôt de Pierre-Percée, Esselin, représentant administratif de Simon, comte de Salm. Parmi le réseau des soutiens bourgeois et financiers, Mengin de Barbas, gendre de Richier de Bréménil, Jean, frère du dernier, Henri de Valhey, maire du Val de Bertrimoutier, Jean dit Wailoutey, habitant Neufmaisons, etc.
Le 31 août 1598, Jean IX, maréchal de Lorraine, comte de Salm de la vieille lignée, et son beau-frère, Frédéric comte sauvage du Rhin, possessionné en Salm, instituent leur coup d'état politique par un partage minimal en duo du pouvoir politique. Frédéric obtient la moitié du château de Pierre-Percée, avec le droit de guet qui devra être obtenu des sujets, au premier commandement. Plus concret, le même co-seigneur obtient la moitié du village de Pierre-Percée, c'est-à-dire sept des quatorze grandes maisons du village, avec les hommes (chefs de famille devant l'hommage) Jean Mengin (pour plusieurs maisons ?), Colas Ferry, Jean Ferry, Clément Tounnerre, Demenge Bernhard, la moitié des droits dus par le lieu, à savoir sur les sept chapons et trois poules, pour le petit élevage avicole, la jouissance unique du ruisseau depuis l'entrée du Port jusqu'à l'entrée du pré l'Abbé. Le vieux comte de Salm emporte la moitié du château, le droit équivalent de garde pour ses intérêts, la moitié du village avec sept maisons et leurs chefs de familles occupantes ou propriétaires, à savoir Didier Ferry, Jean de Rillon, Noël Colon, Colas Mathie (explicité pour deux maisons), la veuve de Colas Charpentier (pour deux maisons) ainsi que la moitié des petites dîmes avicoles.
Vers 1635, le château et le village auraient été complétement dévastés et brûlés, et les villageois ont fui, comme le dernier capitaine châtelain sans pouvoir, peut-être trucidé, et sa maigre garde. C'est le constat du receveur des comptes du domaine comtal de Salm qui n'y observe en 1641 que deux habitants mendiants. En 1642, l'insécurité persistant, il n'y a plus qu'un pauvre habitant. En 1662, le receveur des comptes de Salm réaffirme que les châteaux sont incendiés et ruinés. Une projection archéologique de l'INRAP du site du château proche dévoile des murs encore étonnament hauts vers 1755.
Les hameaux de Pierre-Percée semblent insérer, avant le partage de 1751, dans le ban de Celles, qui fait partie du comté de Salm à la fin du XIIe siècle, après une éphémère tutelle messine après la conquête de 1136. Les hameaux sont en principe soustraits - ce n'est pas évident dans les faits, car la rivière plaine est une ligne théorique - au ban de Celles et sont confiés en 1751 -en réalité il reste - sous l'autorité du bailliage de Badonvillers, dans le cadre du comté lorrain de Salm, placée sous la supervision du bailliage de Lunéville. Entre 1756 et 1758, l'église tombant en ruine est rebâtie.
En 1766, les hameaux de Pierre-Percée, dans la partie du comté de Salm relevant du duché de Lorraine, reviennent au royaume de France. Quant à Pierre-Percée, ce n'est encore qu'un hameau en 1782, qui ne compte avec quelques maisons proches que 25 feux. Les autres hameaux, a priori, non recensés sont dans le val de Plaine, La Basse Jean-Georges, Devant la Côte du Moulin, La Ménelle, La Scie (Ségue, Seye devenue Soye), La Forge, Xapénamoulin dans le vallon des Vieux Prés, sans oublier les six grandes censes de Chararupt, Voirhagotte, le Neuf-champ, Pierre-à-Cheval, Jérusalem, La Xaveur. Les champs allongés, escaladant parfois les pentes munies de murets de soutien, portent des cultures de seigle, de pommes de terre, de navets et de choux. Si les maisons gardent à proximité leurs jardins, il existe aussi, hormis la vaste prairie humide segmentées en hières, dans les vallons ou la grande vallée, des champs fumés appelés més/meix ou chenevières, où les tiges de lin et chanvre atteignent de grandes hauteurs. Au sein des espaces forestiers, des murets barrières, souvent dans le sens de la pente, sépare les voies de parcours, les chaumes et les forêts d'affouage, les bois admodiés pour exploitation charbonnière, verrière ou bûcheronne ou encore, mais plus rarement en cette période de forte demande, mis en réserve.
Les paroissiens catholiques de Pierre-Percée, de ses hameaux proches ou autres censes ou terres admodiées dépendent de la paroisse de Celles par commodité.

### Histoire contemporaine: la commune de Pierre-Percée
La commune de Pierre-Percée, regroupant un territoire montueux, composé principalement de collines boisées, entre les vallons de Chalarupt à l'est et de Xapénamoulin à l'ouest, dont les eaux rejoignent la vallée de la Plaine en rive droite, est fondée en 1790. Elle fait d'abord partie du district de Blâmont et du département de la Meurthe. Les ruines des châteaux deviennent propriété de l'état, elles sont de jure protégées, alors qu'une vague de déchristianisation s'abat sur la contrée.
La croissance paysanne est continue : 319 habitants ou 56 feux (foyers fiscaux solvables) en 1802, 349 habitants ou 65 feux en 1822. En hiver, la grande majorité des habitants travaillent dans les bois ou se louent dans les forêts. L'évêque concordataire de Nancy, qui a installé en 1802 une succursale dans l'ancien vicariat saint Léger de Neuf-maisons, décide d'y annexer en 1807 l'église de Pierre-Percée. Ce détachement partiel du service religieux, sur des communes voisines jugées trop modestes, prend ici fin en 1838.
Il semble que l'école au nord de l'église, qui accueille 80 élèves en 1833 sous son toit à quatre pans, ait été placée dans l'ancien presbytère rénové. Le 11 mars 1838, l'église, une nouvelle fois restaurée et agrandie dès 1832, est érigée en succursale, sous le patronage de saint Gengoult.

#### Milieu duXIXesiècle
Henri Lepage décrit au début des années 1840 la petite commune de 483 habitants ou cent feux sur une hauteur à gauche de la rivière Plaine, à 69 km au sud-est de Nancy, préfecture du département de la Meurthe, à 39 km au sud-est de Lunéville, chef-lieu d'arrondissement, et à 17 km de Baccarat, chef-lieu de canton,. Dix conseillers municipaux sont élus par seulement 46 électeurs censitaires. Le régent d'école accueille 81 enfants en hiver, aucun en été. La population paysanne cultive sur 41 hectares des céréales, des légumes de plein champ et des pommes de terre. Blé et seigle issus de la semence montagnarde peuvent fournir 16 hl à l'hectare, les rendements sont moindres pour l'avoine avec 15 hl. Les laboureurs répartis sur plusieurs hameaux et quelques fermiers élèvent des bœufs, vaches et porcs, aménageant 50 hectares de prés et prairies. Les bois, dont certains sont traversés par des chemins d'Allemagne de Pexonne à Turquestein, s'étendent sur 220 ha. L'emprise de la forêt communale ne couvre pourtant que 67 ha, principalement sur le grès vosgien, de 342 à 567 mètres d'altitude, laissant la place à une partie de la vaste forêt domaniale des Élieux, répartie aussi sur quatre autres communes, à savoir Badonvillers, Pexonne, Fenneviller et Sainte-Pôle. Les cartes forestières de la commune distinguent bien deux forêts, Les Élieux et Les Élieux-Usagers. Dans cette dernière au nom explicite, les anciens droits d'usage n'ont pas été abolis, le canton de Pierre-à-Cheval est en effet encore grevé de droits de grasse et vaine pâture, à l'image d'autres cantons de la forêt des Élieux. Il y a un moulin à grains et plusieurs scieries en activité. Les lettres transitent via la vallée de Celles par Raon-L'Étape. La fête patronale est placée le jour de la Pentecôte.
Parmi les dix hameaux pleins de vie et souvent disparus ou partiellement éradiqués depuis ce temps, citons "La Basse Jean-Georges", "Chararupt", "Devant la Côte du moulin", "La Forge", "La Ménelle", "Lajus", "Les Neufs-Champs" qui a décliné ne gardant que deux maisons, "Devant la Côte de la Soie" qui cumule dix maisons et 44 habitants, "Virhagotte", ancienne cense qui compte quatre maisons et 18 habitants, "Xapénamoulin" groupé autour du vieux moulin qui fait tourner les eaux vives d'un ruisseau sortant de la forêt des Élieux et filant en rive droite la Plaine. Il y encore cinq écarts, comme "Les Bordes" sur la voie de Badonvillers, "La Soie" qui est dite en français "la Scie", "la Côte du Moulin" et les anciennes censes qui sont (le) Neuf-champ et (la) Xaveur. N'oublions pas les fermes isolées de Jérusalem et de "Pierre à Cheval", anciennes censes respectivement situées sous les ruines du château et au voisinage de la hauteur boisée de Pierre-à-Cheval, et les scieries dites "Le Louvre" (ancienne ferme) et "La Manivelle".

#### Guerre de 1870
La présence de troupes allemandes, prussiennes et badoises, est signalée sur le secteur de Badonviller, dans la soirée du 22 septembre à l'officier Brisac, commandant du bataillon de la Meurthe à Saint-Dié. Immédiatement, ce chef énergique décide de faire marcher ses jeunes recrues sur Raon-L'Étape, pour occuper de judicieux sites de surveillance et protéger le couloir de la Meurthe, en repoussant les éventuels ennemis. Ayant inspecté dès la matinée les hauteurs choisies autour de la ville, il ordonne une pause café d'une heure à sa troupe de mobiles, rejointe par trois compagnies de francs-tireurs, intitulées Neuilly, Luxeuil et Colmar. Et les mobiles de remonter la rivière Plaine, en deux colonnes, la principale qu'il dirige comportant le second bataillon de la Meurthe en rive droite, éclairée par les francs-tireurs de Neuilly et Luxeuil, la subsidiaire moins aguerrie en rive gauche sur la route, menée rapidement par le capitaine Mézière qui ne rencontre aucun obstacle jusqu'à Celles. A 14 h 30, les francs-tireurs de Luxeuil conduits par quelques guides locaux aperçoivent près de la scierie Lajus une compagnie badoise en avant-garde d'une colonne de 500 hommes commandé par trois officiers. Le heurt est violent, car les francs-tireurs en embuscade ouvrent d'emblée un feu nourri et précis, vers la croupe de la Forge au débouché de la route venant de Xapénamoulin et de Pierre-Percée. Un officier badois monté à cheval est abattu net par le vieux garde forestier Gérard, de la Forge-Evrard, sur la commune voisine de Neufmaisons, qui suivait son jeune fils incorporé au 2e bataillon de mobiles. La troupe badoise se disperse et le combat se poursuit sous les bois jusqu'à 16 h. Le commandant Brisac, après avoir fait informer le capitaine Mézière parvenu à Celles, prend l'initiative audacieuse, pendant le combat, de poursuivre le chemin prévu pour gagner le hameau de Pierre-Percée afin de couper la retraite de la colonne badoise. Mais, essuyant des tirs, il arrive trop tard aux abords du petit village, qu'il juge imprenable, comprenant que les troupes ennemies ont fait leur jonction défensive sur ces hauteurs. Il ordonne le repli du 2e bataillon de la Meurthe vers la scierie Lajus. Les deux colonnes, la principale et la subsidiaire, se rejoignent à Lajus vers 18 h, pour retourner au chef-lieu de canton, où loge désormais le gros de l'effectif militaire de l'arrondissement vosgien. Le commandant Brisac, inquiet des incessants mouvements prussiens et badois, regagne aussi au plus vite Raon-L'Étape, pour télégraphier à son général une demande de renforts.
Les combats de la scierie Lajus entre la colonne badois et le second bataillon de la Meurthe font finalement le 23 septembre 1870 quatre tués et trois blessés graves, jugés provisoirement intransportables et laissés à la scierie Lajus. Pour les analystes militaires d'après guerre, ce sont des pertes insignifiantes. Le commandant Brisac a certes bien manœuvré, mais il ne profite nullement de ce modeste succès, en retournant à sa base le soir venu. Des habitants de Pierre-Percée avaient en outre indiqué aux soldats qu'une des pièces d'artillerie ennemies s'était embourbée non loin vers 16 h, les quatre canonniers servant la pièce se trompant de chemin forestier au moment du repli précipité. Mais le commandant, méfiant envers les pauvres hommes du pays, locuteurs déjà suspects par leur incompréhensible patois vosgien, décide que ce ne sont que racontars et affabulations. Pourtant, une fois connue l'information, la prise du groupe égaré avec un groupe d'une dizaine d'hommes et la réquisition d'un voiturier pour sortir le canon était aisée, les canonniers n'étant guère armés que de longs sabres. Ce n'est qu'à huit heures du soir, dans une solitude forestière, que les quatre infortunés canonniers allemands parvenaient à extraire leur pièce et à reprendre le chemin de la fuite vers Badonviller.
Les insouciants francs-tireurs de Neuilly avaient généreusement recruté un bûcheron de Pierre-Percée, nommé Strabach, qui s'était présenté spontanément à eux en admirateur de leur équipement, avant le départ, pour faire office de guide. Son comportement insatisfait paraît déjà étrange à quelques soldats familiers de la vallée. Il s'éclipse aussitôt pendant le combat de Lajus. Mais il est reconnu plus tard par un blessé transporté à la scierie, au moment où il dévalise sans vergogne la maison du sagard. Des habitants de la vallée le dénoncent aussi pour avoir guidé des Allemands, et marqué à la serpe un chemin forestier à couvert descendant la vallée de la Plaine jusqu'à Raon-L'Étape, où il s'était proposé aux francs-tireurs français. Arrêté le surlendemain par les gendarmes qui retrouvent chez lui quelques habits du sagard, ce manœuvre alsacien, parfaitement bilingue, avoue au capitaine Gridel avoir reçu 50 F des Badois pour ces menus services. Mis aux fers, il est condamné à mort par le commandant Perrin, responsable de la place de Raon-L'Étape depuis le mardi 28 septembre, et président du tribunal militaire. Il est exécuté pour haute trahison devant la ville le 1er octobre 1870.
Le 2 octobre, le soldat Enel, un colosse blessé intransportable de la scierie Lajus, pansé et soigné depuis des jours par le docteur Gaulthier, est arraché de son lit, défenestré, fusillé et piqué à bout portant. Tout en faisant le mort, il reçoit sept coups de fusil et deux coups de baïonnettes d'une bande badoise qui l'a pris pour un franc-tireur du secteur du Donon. Retrouvé et soigné par le brave docteur, l'homme est toujours valide trente ans plus tard.

#### Belle Époque
L'entreprise parisienne Cartier-Bresson, fabricant de cotons à coudre à Pantin, investit avec prudence dans la vallée de Celles dès 1872. La bobinerie de Pierre-Percée sous la responsabilité du contremaître Nicolas Ferry est lancée en janvier 1875 : elle utilise d'abord le bois de bouleau des forêts environnantes. Les besoins en bois augmentent démesurément, et il faut rechercher le matériau dans les départements voisins, y compris en Alsace-Lorraine allemande. Un atelier de fabrication de caisse d'emballage lui est presque aussitôt annexé, après l'installation d'une scie à ruban Panhard.
En 1883, l'angle sud-ouest de la tour carrée ou donjon, seule construction restaurée partiellement dans les années 1840, s'effondre. Il faut attendre 1907 pour qu'une campagne de restauration soit entreprise, avec le soutien des autorités et de l'active mouvance lotharingiste chère à Charles Sadoul.
Les foins entreposés dans les greniers en bois, en prévision de l'hiver, rendent redoutables les incendies domestiques. À Xapénamoulin, la veille de la Toussaint, les deux maisons paysannes Valentin et Vincent, probablement trop proches, sont dévorées par les flammes. L'incendie consomme mobilier et récoltes, les pertes cumulées sont estimées à 5800 F, les assurances se limitant à 4500 F.
Les regains, fourrages légers et odorants de seconde fauche, sont particulièrement sensibles à l'humidité résiduelle, libérant par fermentation divers gaz de décomposition potentiellement inflammables. Le 29 août 1887, à onze heures du matin, éclate un brusque incendie dans une maison isolée du hameau de Xapénamoulin, louée par le cultivateur Régnère et appartenant au négociant raonnais, Mirtille. Les biens mobiliers du locataire et la maison sont entièrement brûlés, pour un dommage estimé à 1350 Francs et le sinistre de cause officiellement inconnue en partie couvert par une assurance.
Dimanche 9 juin 1889, le jour de fête patronale paraît triste aux habitants, accablés par les dévastations de la puissante grêle de la veille, qui, outre les feuilles et fruits des arbres fruitiers, avait haché seigle et pommes de terre. Cet orage plus violent et plus étendu que les autres survenus en trois semaines de manière quasi-quotidienne achève de compromettre les derniers espoirs de récoltes, puisque la campagne à basse altitude n'avait pas encore été soumise à l'excès des pluies orageuses qui avaient frappé surtout les environs des hauteurs.

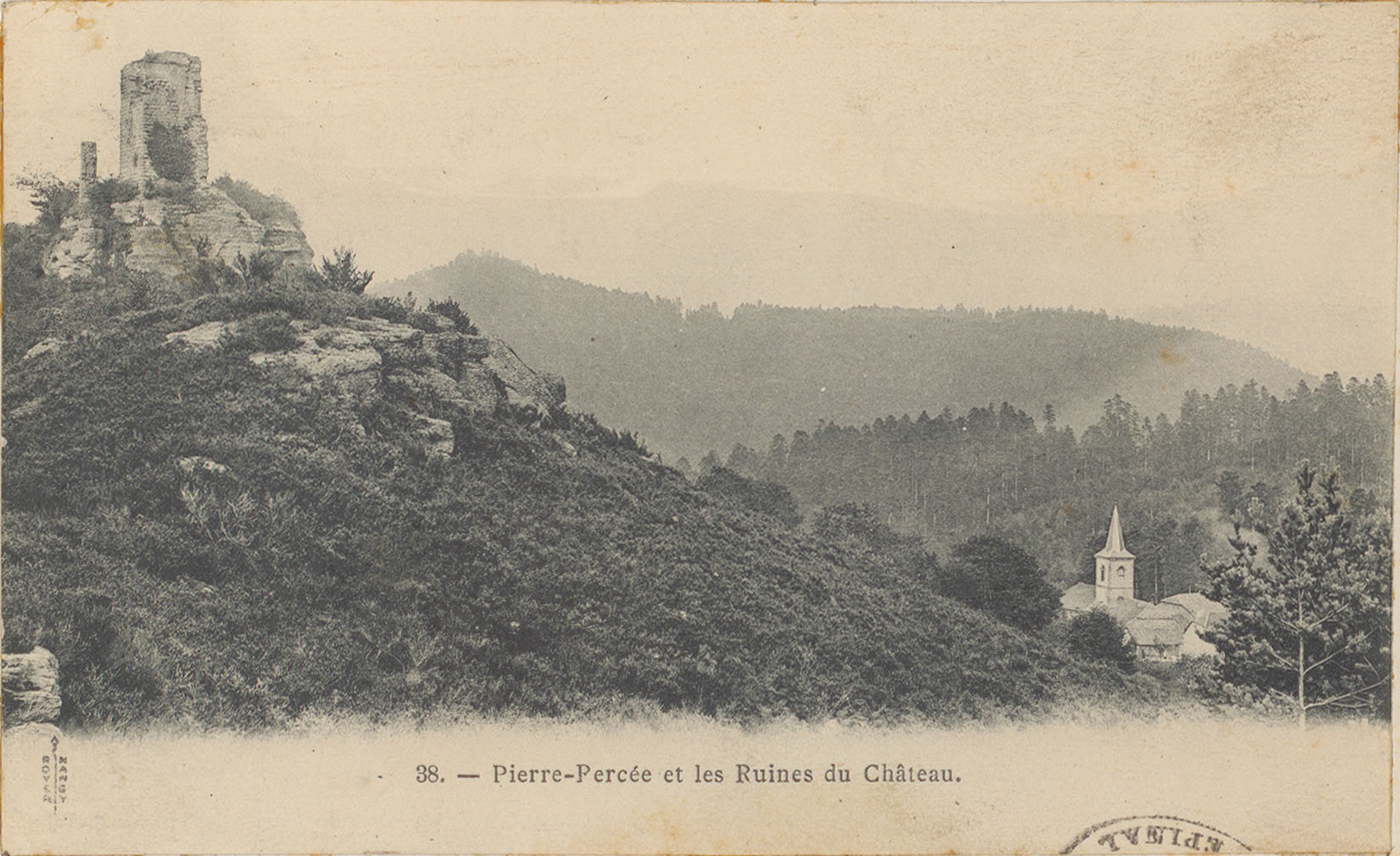
Ruines du château au-dessus du village blotti dans son haut vallon

La commune, dont le centre est à 3 km de Celles-sur-Plaine, à 40 km de Lunéville et à 67 km à l'est-sud-est de Nancy compte 350 habitants en 1890. Elle est connue pour ses forêts de sapin, l'ancien château de Salm en ruine sur un promontoire rocheux de 15 mètres de hauteur, d'où l'on jouit d'une vue splendide. Ces ruines du château de Salm-Salm (sic) objet d'une indéniable attraction touristique figurent en bonne place concernant la visite d'un groupe d'élèves, avec instituteurs, de l'école de garçons de Einville, avant le 14 juillet 1889 : cette excursion pédestre de 25 kilomètres part, après descente du train de bon matin à la gare de La Neuveville proche de Raon-L'Étape, découvrir la vallée de Celles, s'encourageant par des chants et autres marches patriotiques. Elle se clôt en soirée par la remontée dans un train à la gare de Pexonne, la compagnie du chemin de fer ayant offert à l'ensemble du groupe un demi-tarif.
D'autres points de vue existent : La Belle-Roche, la Pierre à Cheval, la Soie, le rocher de Para au sud-ouest du sommet légèrement arrondi de la côte du Moulin, sans oublier la roche tremblante, le roche de Vohné ou la Chapelotte à proximité immédiate. Le monument à la mémoire des 2e bataillon des mobiles de la Meurthe de la scierie Lajus, un monument en granit bouchardé et en partie poli, haut de 3,5 m a été inauguré le 8 juillet 1900, pour rappeler le combat des jeunes mobiles le 23 septembre 1870 en aval de Celles.
La commission départementale du printemps 1890 déclare d'utilité publique la rectification du chemin vicinal de Pierre-Percée à Celles et à Bionville. Depuis quarante ans, l'essor intense des transports et des mobilités professionnelles joint à l'industrie pourvoyeuse d'emplois, malgré les aléas de la crise latente installée par soubresauts irréguliers au cours de la décennie 1870, contribue à déclasser les cantons ou écarts restés uniquement paysans. Pierre-Percée possède une petite bobinerie, délocalisée de Celles, ainsi que des récentes installations hydrauliques. Ce n'est pas suffisant pour retenir l'ancien monde rural et forestier. Les jeunes hommes les plus habiles, les mieux formés aux métiers du bois s'exilent vers les villes prospères et s'y installent définitivement en épousant une fille de la ville ou une servante débarquée du train. Ainsi Charles Blosse, charpentier de Pierre-Percée épouse à Lunéville Marie-Céline Mathis, sans profession, à la fin de l'été 1890. Perdant les jeunes générations, la population de la commune vieillit insensiblement. Dans la vallée de la Plaine, l'évolution économique induite par l'industrie et l'essor des services rapprochent les habitants des communes de Pierre-Percée et de Celles, au point que foule d'anecdotes de la tradition orale témoignent d'une vie commune, effaçant en apparence les deux entités administratives, relevant de deux départements distincts. Auguste Receveur, journalier à Virhagotte (sic), écart de Pierre-Percée accompagne début mai 1892 sa femme à un baptême à Celles-sur-Plaine : le bienheureux, dont l'épouse est marraine, est invité aux festivités familiales, et il prévoit de tirer quelques coups de fusil pour fêter l'événement en organisant une bruyante pétarade. Il est entouré par d'autres habitants de Celles, dont Édouard Boulangeot qui l'imite et décharge son révolver. Se méprenant sur la capacité de son arme, qu'il estime déchargée, ce dernier amateur tournant le barillet finit par tirer une balle sur l'épaule gauche du sieur Receveur, désormais hurlant. Le docteur Wendling, appelé en urgence de Raon-L'Étape, ne peut extraire la petite balle : Auguste Receveur, affaibli, garde une incapacité de travail d'environ trois semaines.
L'exode rural se poursuit inlassablement, accidents et incendies souvent nocturnes en automne ont des conséquences cruelles, surtout pour les plus modestes habitants cultivateurs des hameaux. En fin de semaine, en septembre 1890, un incendie nocturne illumine Xapénamoulin. L'habitation du bûcheron Michel s'enflamme brusquement pour une raison inconnue, le feu grimpe sur une hauteur latérale et s'installe dans la maison voisine du sagard Gérardin. Les pertes globales estimées à 8900 F ne sont qu'en partie couverte par l'assurance. Autre incendie nocturne à La Ménelle début novembre 1894, concernant la maison du bûcheron Michel, détruite en totalité, après un départ de feu sur un tas de foin avarié du grenier. Les quelque 2600 F de pertes ne sont point couverts par un contrat d'assurance.
En septembre 1895, le comice agricole de Lunéville honore les travaux sylvicoles du brigadier forestier de La Ménelle, Auguste Brod. Son successeur à la maison forestière de La Ménelle régissant la seconde série des Élieux, le brigadier Renaud, reçoit une décennie plus tard la médaille d'argent pour le reboisement par la société forestière de Lorraine, au titre de l'encouragement de l'industrie nationale. Associée également à la forêt domaniale, la maison forestière de Para correspond au logement d'un garde mixte, responsable de la troisième série des Élieux et de la forêt communale de Pierre-Percée. A l'instar de la forêt domaniale en voie de rénovation, la forêt communale de 67 ha, comportant 80 % de sapin, 10 % de hêtres et un reliquat de 10 % de pins sylvestres locaux sur les versants méridionaux a perdu l'aspect parfois pitoyable des années 1830 et 1840. Son traitement s'effectue en futaie régulière, avec l'instauration récente de coupes annuelles avec une révolution de 144 ans.
Mis au repos estival ou au chômage, en dehors des chantiers, les rudes ouvriers du bois présentent parfois une face sombre, parfois simplement contestatrice de l'ordre bourgeois, mais qui dégénère souvent avec l'abus d'alcool. Les schlitteurs, parmi les plus pauvres en bas de l'échelle, les sagards qui sont affairés et discrets, modestes ou cossus, et les voituriers, parmi l'élite spécialiste de l'attelage avec les laboureurs, se signalent rarement, à moins d'être provoqués. Les catégories intermédiaires, bûcherons ou marnageurs, sont plus aisément coutumiers d'esclandres, car ils peuvent boire ou vivre quelque temps en excès. Le tribunal de Saint-Dié, en sa séance du 31 juillet 1890, condamne le marnageur, Joseph Clochette, de Pierre-Percée, à seize jours de prison et 5 francs d'amendes, pour outrages, ivresse et jet de pierre sur la voie publique. Fin février 1908, Pierre-Percée connaît quelques troubles : Camille Dardaine prétend que les époux Périsse l'ont frappé à coup de bâton, parce qu'il chantait la chanson des droits de l'homme. Mais la version du couple de propriétaires Périsse diverge : le nommé Dardaine voulait défoncer leur porte d'entrée à coups de hache, avant de les menacer d'un couteau. Une enquête est ouverte par la maréchaussée. Le visiteur, bûcheron républicain, chômeur probablement aviné, aurait-il voulu régler un différend de service par une réjouissante incursion dans leur habitat et leur cave ? Bien plus maladroit à fracturer une porte qu'à couper un arbre, il a alerté les propriétaires, vieux paysans conservateurs ou traditionnels, travaillant dans une de leurs remises ou granges voisine, et ceux-ci ont saisi une perche ou leur long bâton pour chasser le déviant.
En 1901, le village et ses abords avec 34 maisons, 32 ménages et 114 habitants ne s'impose nullement sur les écarts, qui cumulent 53 maisons, 53 ménages et 205 habitants, dont 5 étrangers. La principale agglomération avec son église et son école publique, située sous l'ancien château, à 2 kilomètres de Celles, où passe la voiture publique, à 6 km de Badonviller, chef lieu de canton et à 39 km de Lunéville, accessible par les gares voisines de Pexonne ou Badonviller, ne compte encore que pour un peu plus du tiers, sur une population communale de 319 habitants. Si une carrière est encore exploitée et trois scieries sont en activité, à savoir la Manivelle, la scierie Lajus associée à la forêt domaniale des Élieux et Combeau, les métiers du bois sont présents avec quatre boisseliers, un charpentier, deux sabotiers.
Les habitants des hameaux de Pierre-Percée quittent facilement leurs modestes demeures pour gagner les bourgades voisines à l'économie active, comme Badonviller ou Celles-sur-Plaine. Samedi 25 octobre 1908, vers 10 heures et demie du soir, un incendie détruit à Viragoutte (sic) la maison de Monsieur Auguste Receveur, manœuvre à Celles et louée à M. Gavotte de Senones. Le propriétaire qui habitait encore sa maison au début des années 1890 avait quitté le hameau de Viragotte : n'y résidaient en cette fin de semaine que trois ouvriers du loueur-entrepreneur, dénommés Defienne, Pierre et Bareth. L'immeuble en partie vétuste n'était assuré que pour 6000 F.
Les autorités inquiètes de la raréfaction des prises de poissons dans le bassin amont de la Plaine ont fait déverser en 1913 des alevins dans les eaux froides à Xapénamoulin, soient 3000 truites arc en ciel et 1000 saumons tête d'acier, toute droit sorties des bassins piscicoles de Belle-Fontaine, établissement associé à l'administration des eaux et forêts et à l'école forestière.

### Temps de guerre et d'entre-deux-guerres
Le village est détruit en grande partie pendant les premiers mois de la Grande Guerre. Les bombardements y restent fréquents car de nombreux services et des batteries d'artillerie étaient toujours présentes. La ligne de front est choisie et stabilisée au col de la Chapelotte (côte 542) par les unités allemandes. Les combats sur terre, sous terre et dans les airs sont parfois intenses au-delà des années 1915. L'ancien magistrat érudit, Louis Sadoul livre dans son ouvrage sur sa ville natale, chef-lieu de canton qui couvre la vallée de  la Plaine, un aperçu des évènements marquants et des témoignages sur le quotidien de la guerre. Il présente plus en détail ce front dans le Pays Lorrain au début des années vingt.
En 1921, la commune du canton de Badonviller compte 155 habitants et seulement 55 électeurs inscrits. La cabine téléphonique est gérée par la veuve Alem, qui, en plus de sa fonction de buraliste, où le facteur passe invariablement à 11 h du matin, et de brodeuse-vendeuse de broderie, tient le café-épicerie du village. Les derniers écarts encore habités sont à moins de trois kilomètres du modeste village-centre. Ils se nomment Lajus, Laxaveur, La Menelle, La Soie, Para, Xapénamoulin. Il faut encore distinguer quatre scieries en activité, à savoir La Manivelle, Lajus, la scierie Combeau et celle du sagard Joseph Colin, qui gère un estaminet dédié au repos des gens de la forêt. Les métiers vosgiens du bois n'ont pas encore tous disparu, les boisseliers E. Pierré et C. Flon, les sabotiers A. Mangin et Ch. Martin encore en activité témoignent, sans compter les activités de bûcheronnage et de voiturage. L'administration des Eaux et forêts est représentée par le brigadier-chef Renaud, récompensé pour son action dans le reboisement par la société forestière de Lorraine, par ailleurs excellent pisciculteur participant aux lâchage de jeunes alevins de truites dans les eaux locales appauvries en poissons, ainsi que par les vigilants gardes-forestiers Kempf et Lemoine. A la fin de la Belle-Epoque, ont surgi de belles demeures bourgeoises avec jardins et dépendances souvent ouvertes sur les beaux versants ensoleillés  que les paysans nomment châteaux, ainsi il reste les belles maisons de Madame Chenut et de Monsieur Fourchy, à La Menelle, ainsi que la demeure Pelcominette. Le maçon Emile Antonini aide à la reconstruction concrète du canton de Badonviller, dévasté par la guerre, le jardinier Meyer remet en état les parcs et parterres floraux des belles demeures locales. La commune ne compte plus que cinq familles d'agriculteurs-propriétaires, dont les chefs se nomment J. Adrian, J. Caro, H. Jacquot, E. et L. Périsse. La bobinerie de la société française de coton à coudre, ou entreprise Cartier-Bresson, est en déclin. Sur la commune vivent deux retraités, Messieurs Adrian et Fellinger acteurs politiques au titre respectif d'adjoint et de maire, sans oublier deux rentiers, que sont Monsieur Valter et la fille de feu Jean-Claude Docteur, la vieille et modeste demoiselle Esther Docteur, habitant une maison du village depuis la retraite de son père éditeur ambulant. Mademoiselle Divoux est institutrice. D'un point de vue spirituel, obéissant à la recommandation de l'évêque de Nancy, c'est le curé de Bionville qui dessert la paroisse et anime l'église du village.
Après guerre, des visites touristiques et des guides proposent des ballades pour découvrir le champ de bataille, entre Celles/Pierre Percée et Bionville/Allarmont, et notamment du côté français, aux environs de la Chapelotte et du cimetière de Pierre-Percée, de la Croix Clarisse, de la basse de Chalarupt et de la Croix Charpentier. Le secteur de la Chapelotte montre au début des années vingt un sol durablement crevassé par le déluge de bombes et des reliques de troncs de sapins dénudés. Un petit cimetière militaire conserve au niveau du col une partie des corps des soldats français tombés ou retrouvés, à son voisinage le soldat-sculpteur du 363° RI, Antoine Sartorio a érigé un bas-relief qui honorent leurs mémoires. Dans le roc, près du Calvaire, en face du cimetière de Pierre-Percée située près de la route qui contourne le banc de conglomérat sur lequel trône les ruines du château, le même sculpteur d'origine niçoise a réalisé un vaste bas-relief dédié à la France. Un décret de l'état en 1921 a classé ses gravures et sculptures monuments historiques. En 1922, une campagne de restauration de la tour carrée, à savoir le donjon du château proche, annonce le retour de l'intérêt pour le patrimoine ancien.
Le 12 août 1928, en présence de personnalités politiques et de groupements d'anciens combattants, le maire Justin Fellinger inaugure au pied des ruines du château, près de l'église, le monument aux morts communal de la Grande Guerre, un poilu victorieux au drapeau sur un haut piédestal en pierre de grès qui comporte sur une de ses face lisses les noms gravés de 21 enfants du pays.
Aux alentours du hameau de la Ménelle et sous la maison forestière, un vaste quartier homonyme, pleinement sis dans la vallée de Celles, est apparu à la Belle Epoque et s'est ensuite développé, avec ses bâtiments industriels initialement associés à l'entreprise Cartier-Bresson, ses maisons isolés ou grandes résidences bourgeoises avec parc jardiné, dispersées parmi les prés ou prairies. Ses belles demeures sont pourtant situées sur la commune, mais les habitants ou résidents temporaires participent surtout à la vie de Celles-sur-Plaine proche. Le 18 juillet 1935, décède dans l'une d'elle Paul Vincienne, administrateur de l'institut des sourds-muets de l'Est, vice-président de la société de secours aux blessés militaires (comité de Nancy).

### L'Après-guerre
Madame Gabrielle Fourchy, née Gabrielle Cartier-Bresson, décède le 12 mai 1946 dans sa résidence de La Ménelle. La présence affichée de l'amie de la famille, Mademoiselle Joséphine Lecuve, atteste que des amitiés se sont forgées depuis des décennies entre les dernières familles bourgeoises du Val d'Allarmont et le réseau familial Cartier-Bresson, quasi-aristocratique à la fin de la Belle-Epoque. Mais ce temps de grande bourgeoisie s'annonce de plus en plus révolu, tout comme l'époque ultime de la civilisation paysanne de l'attelage.
Dimanche 28 août 1949, l'inauguration de la colonie de vacances Fernand Sénès, propriété de l'association des Prisonniers de Guerre du département, donne lieu le matin à une cérémonie solennelle d'envoi des couleurs et de baptême et l'après-midi à de vives réjouissances, à La Ménelle, à 100 mètres du village de Celles-sur-Plaine. En plus des 70 enfants bruyants, initiés aux chants patriotiques et aux danses folkloriques par leurs moniteurs et monitrices, un public bariolé de 700 personnes, principalement des membres de l'association ou anciens P.G et leurs amis et familles, venus en car, voiture ou vélo des villes et villages voisins, et surtout de Nancy, assistent aux discours et à l'inauguration du centre marquée d'une plaque "colonie Fernand Sénès", avant de participer à la kermesse, installée avec ses jeux et loteries dans le parc attenant, décoré de guirlandes multicolores. L'aménagement de la propriété acquise en 1948, à savoir la maison de campagne Chenut associée à un vaste pré de l'autre côté de la route de la Ménelle, doit se poursuivre pour l'accueil a minima de 150 enfants. Monsieur Villaumé, maire de Pierre-Percée et son adjoint Blosse sont présents parmi les personnalités lors des festivités, ainsi que l'ancien maire vosgien de Celles, M. Flon et le conseiller général, Fournier, maire de Badonviller.
Dès 1955, les ruines du château sont partiellement restaurées, notamment sa tour. Quelques enseignants du collège de Badonviller défrichent et fouillent le site pendant quatre années au cours des années 1970. En 1972, les fouilles ne sont plus ponctuelles, et l'arasement en 1973 permet de deviner les premiers murs d'infrastructure ou soubassement du XIIe siècle. En 1981, le château emblématique grâce à sa tour-donjon et sa chapelle authentifiés est classé dans la liste officielle des Monuments historiques.

## Politique et administration
| Période              | Période            | Identité                                    | Étiquette | Qualité                                                      |
| -------------------- | ------------------ | ------------------------------------------- | --------- | ------------------------------------------------------------ |
| avant septembre 1896 | après juillet 1917 | Joseph Caro                                 |           | boulanger, fils du cantonnier et garde champêtre Joseph Caro |
| avant décembre 1917  | octobre 1919       | Isidore Adrian                              |           |                                                              |
| décembre 1919        | après 1930         | Justin Fellinger                            |           | retraité après-guerre                                        |
| avant 1936           |                    | Charles Flon                                |           | cuvelier                                                     |
|                      |                    |                                             |           |                                                              |
|                      |                    |                                             |           |                                                              |
| mars 1947            | mars 1965          | Henri Villaumé                              |           | retraité des Douanes                                         |
| mars 1965            | mars 1977          | Charles Flon                                |           | ancien maître cuvelier                                       |
| mars 1977            | mars 1983          | Claude Monasse                              |           | Artisan maçon                                                |
| mars 1983            | mars 2014          | Jacques Boulanger (1930-2017)               |           | Retraité de l'armée                                          |
| avril 2014           | En cours           | Denis Guyon, Réélu pour le mandat 2020-2026 |           | Retraité de la gendarmerie                                   |

Quoique commune relevant du département de Meurthe-et-Moselle, au même titre que Bionville et Raon-lès-Leau, Pierre-Percée appartient à la communauté d'agglomération de Saint-Dié-des-Vosges et au Pays de la Déodatie.

### Budget et fiscalité 2022

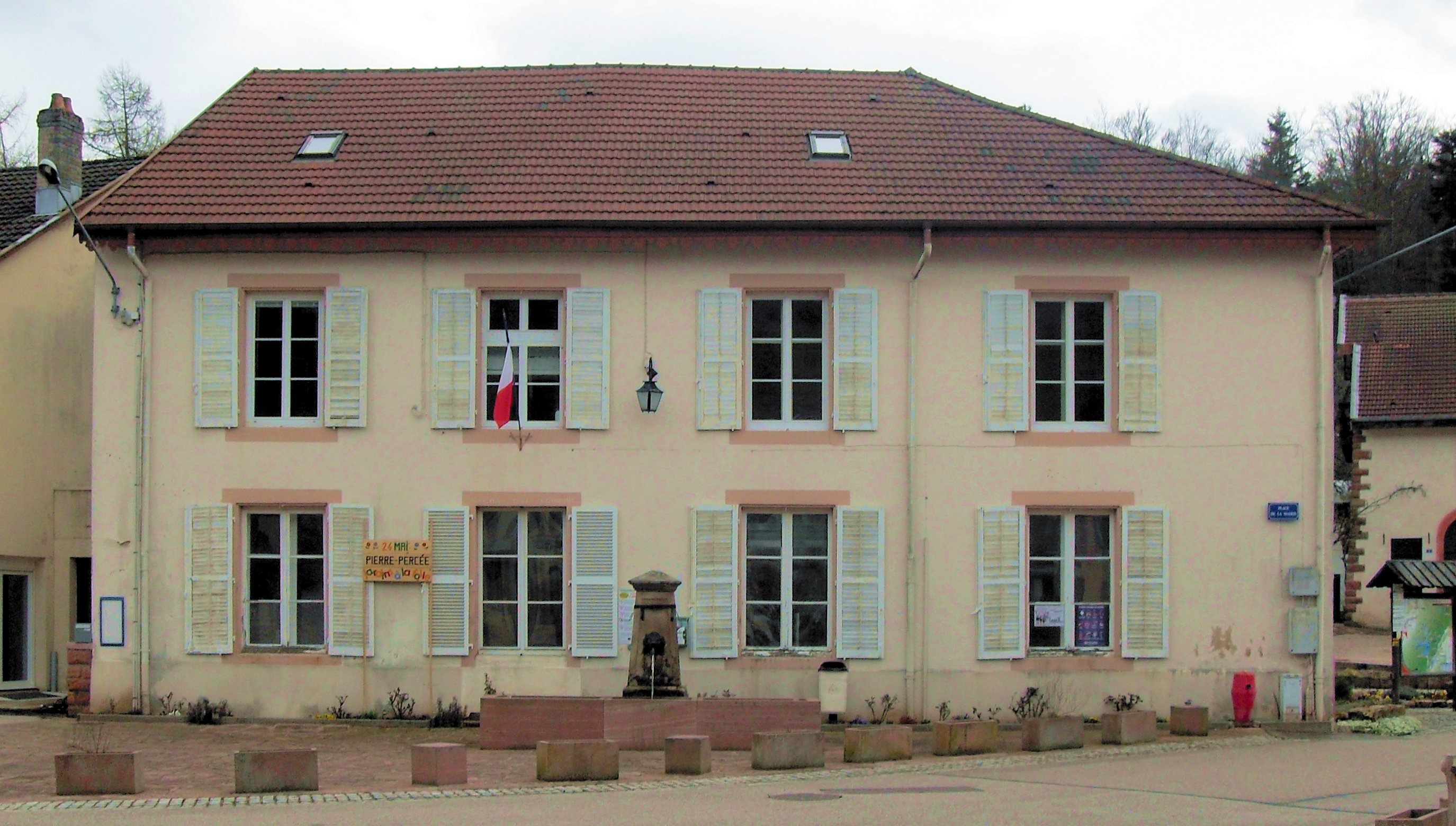
La mairie.

En 2022, le budget de la commune était constitué ainsi :
- total des produits de fonctionnement : 616 000 €, soit 6 483 € par habitant ;
- total des charges de fonctionnement : 263 000 €, soit 2 764 € par habitant ;
- total des ressources d'investissement : 146 000 €, soit 1 539 € par habitant ;
- total des emplois d'investissement : 414 000 €, soit 4 362 € par habitant ;
- endettement : 572 000 €, soit 6 022 € par habitant.

Avec les taux de fiscalité suivants :
- taxe d'habitation : 16,59 % ;
- taxe foncière sur les propriétés bâties : 24,85 % ;
- taxe foncière sur les propriétés non bâties : 30,96 % ;
- taxe additionnelle à la taxe foncière sur les propriétés non bâties : 0,00 % ;
- cotisation foncière des entreprises : 0,00 %.

Chiffres clés Revenus et pauvreté des ménages en 2021 : médiane en 2021 du revenu disponible, par unité de consommation.

## Population et société

### Démographie

#### Évolution démographique
L'évolution du nombre d'habitants est connue à travers les recensements de la population effectués dans la commune depuis 1793. Pour les communes de moins de 10 000 habitants, une enquête de recensement portant sur toute la population est réalisée tous les cinq ans, les populations de référence des années intermédiaires étant quant à elles estimées par interpolation ou extrapolation. Pour la commune, le premier recensement exhaustif entrant dans le cadre du nouveau dispositif a été réalisé en 2004.

En 2022, la commune comptait 96 habitants, en évolution de +6,67 % par rapport à 2016 (Meurthe-et-Moselle : −0,13 %, France hors Mayotte : +2,11 %).
| 1793 | 1800 | 1806 | 1821 | 1831 | 1836 | 1841 | 1846 | 1851 |
| ---- | ---- | ---- | ---- | ---- | ---- | ---- | ---- | ---- |
| 310  | 315  | 332  | 406  | 437  | 440  | 463  | 465  | 467  |

| 1856 | 1861 | 1872 | 1876 | 1881 | 1886 | 1891 | 1896 | 1901 |
| ---- | ---- | ---- | ---- | ---- | ---- | ---- | ---- | ---- |
| 448  | 414  | 421  | 401  | 383  | 350  | 350  | 315  | 319  |

| 1906 | 1911 | 1921 | 1926 | 1931 | 1936 | 1946 | 1954 | 1962 |
| ---- | ---- | ---- | ---- | ---- | ---- | ---- | ---- | ---- |
| 323  | 294  | 151  | 186  | 148  | 145  | 122  | 117  | 116  |

| 1968 | 1975 | 1982 | 1990 | 1999 | 2004 | 2006 | 2009 | 2014 |
| ---- | ---- | ---- | ---- | ---- | ---- | ---- | ---- | ---- |
| 76   | 94   | 80   | 80   | 95   | 92   | 86   | 103  | 94   |

| 2019 | 2022 | - | - | - | - | - | - | - |
| ---- | ---- | - | - | - | - | - | - | - |
| 94   | 96   | - | - | - | - | - | - | - |

### Enseignement
Établissements d'enseignements :
- Écoles maternelles et primaires à Celles-sur-Plaine, Badonviller, Allarmont, Moussey, La Petite-Raon, Senones.
- Collèges à Senones, Raon-l'Étape, Cirey-sur-Vezouze, Baccarat.
- Lycées à Raon-l'Étape, Saint-Dié-des-Vosges.

### Santé
Professionnels et établissements de santé :
- Médecins à Celles-sur-Plaine, Badonviller, Senones, La Petite-Raon, Moyenmoutier.
- Pharmacies à Celles-sur-Plaine, Badonviller, Senones, La Petite-Raon, Moyenmoutier.
- Hôpitaux à Badonviller, Senones, Raon-l'Étape, Baccarat.

### Cultes
- Culte catholique, Le curé de Saint-Luc[109] administre les paroisses de Bionville, Raon-lès-Leau et Pierre-Percée du diocèse de Nancy.

## Économie
L'économie agro-sylvo-pastorale ancienne, associée à la civilisation de l'attelage, s'est insensiblement amenuisée à la fin de la Belle Époque, avant de connaître son chant du cygne dans la première moitié du XXe siècle.
Indicatrice du surgissement d'un monde collectif et parcellaire, radicalement moderniste ou étranger, à ce vieux monde traditionnel, les colonies de vacances, pionnières au début de ce siècle dans le milieu de l'éducation nationale, marquent un type de résidence estivale planifiée, organisée en groupes d'enfants, principalement de 7 à 14 ans, encadré par des moniteurs ou monitrices adultes : il s'agit de promouvoir le loisir en plein-air sans oublier l'hygiène auprès de populations défavorisées des centres urbains, voire de proposer une prophylaxie des maladies urbaines, sans s'assimiler aux sanatoriums et autres centres de santé médicalisé. Les acteurs hégémoniques qui ne sont nullement locaux apparaissent divers dans la vallée de Celles : grandes municipalités urbaines, groupements d'obédience religieuse, en particulier dans le champ catholique, l'Œuvre catholique des colonies de vacances ou l'union lorraine des colonies de vacances regroupant les paroisses de Nancy, organisations s'occupant des victimes de guerres ou de prisonniers de guerre, comité de Nancy des UFF, organisations patronales ou de sociétés...
Les paroisses de Nancy regroupées dans l'union lorraine gardent leur liberté de choix : ainsi la paroisse Saint-Vincent de Paul de Nancy envoie ses jeunes paroissiens à Xapénamoulin, la paroisse de Jarville reste attaché à la commune voisine de Bionville, que l'Œuvre catholique avait colonisée avant 1914. Au cours de l'entre-deux-guerres, la communauté israélite de Nancy était attachée à Celles-sur-Plaine, où elle organisait sa colonie de vacances, perpétuant l'esprit des instituteurs pionniers Lombard et Gillet.

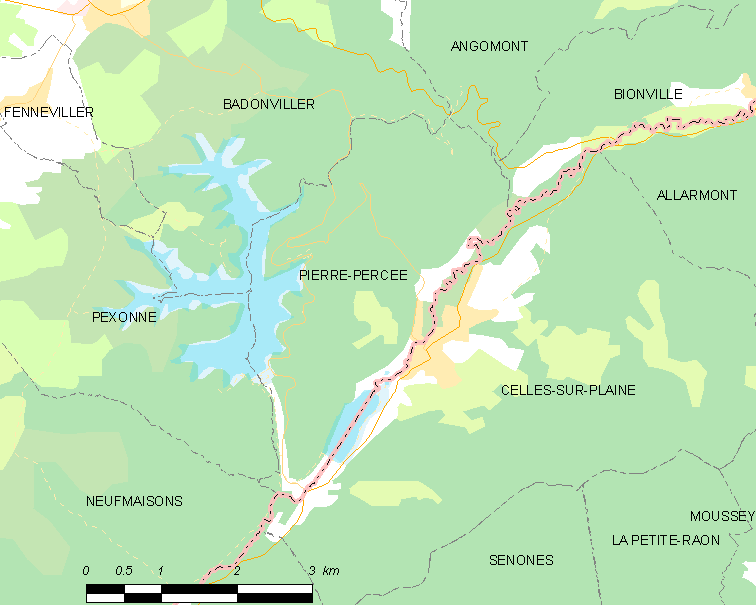
Du bleu cartographié qui n'existait pas avant le tournant des années 1980/90

De 1981 à 1993, respectivement année du lancement du projet et de la mise en service, par EDF, le barrage à armature souple, à base de couches rocheuses de porosité contrôlée, notamment de trapp raonnais très peu gélif, haut de 78 m et long de 330 m a été conçu et réalisé pour retenir une quantité maximale d'eau de 61,6 millions de mètres cubes, formant une étendue théorique de 304 ha avec un pourtour échancré avoisinant 32 kilomètres et une profondeur, parfois proche de 80 mètres, en dessus des fonds de vallons, nivelés par les engins de terrassement. Le remplissage et la gestion hydraulique de ce troisième lac artificiel de Lorraine a nécessité la création et le maintien du lac de la Plaine, occupant une partie de la vallée homonyme entre Celles et Pierre-Percée.

### Tourisme
L'activité touristique ancienne de Pierre-percée s'est perpétuée, en s'adaptant à ce changement néanmoins colossal du territoire communal, induisant des effets spécifiques de météorologie avec des nivellements thermométriques, par effet d'inertie thermique de la masse d'eau retenue. En 2018, il existait trois restaurants, une entreprise de plomberie associée à la construction ou la maintenance d'un hôtel de 16 chambres trois étoiles et le pôle Sport Nature, installée sur le lac de la Plaine, espace ripuaire, proposant des activités de plein air (location de canoë, paddle, promotion de diverses animations associatives de glisse, de nage ou plongée...) entre Celles et Pierre-Percée. L'ensemble du tourisme vert et patrimoniale, en particulier concernant les lacs de Pierre-Percée, est le fruit concerté d'un partenariat touristique entre Lunévillois et Déodatie.

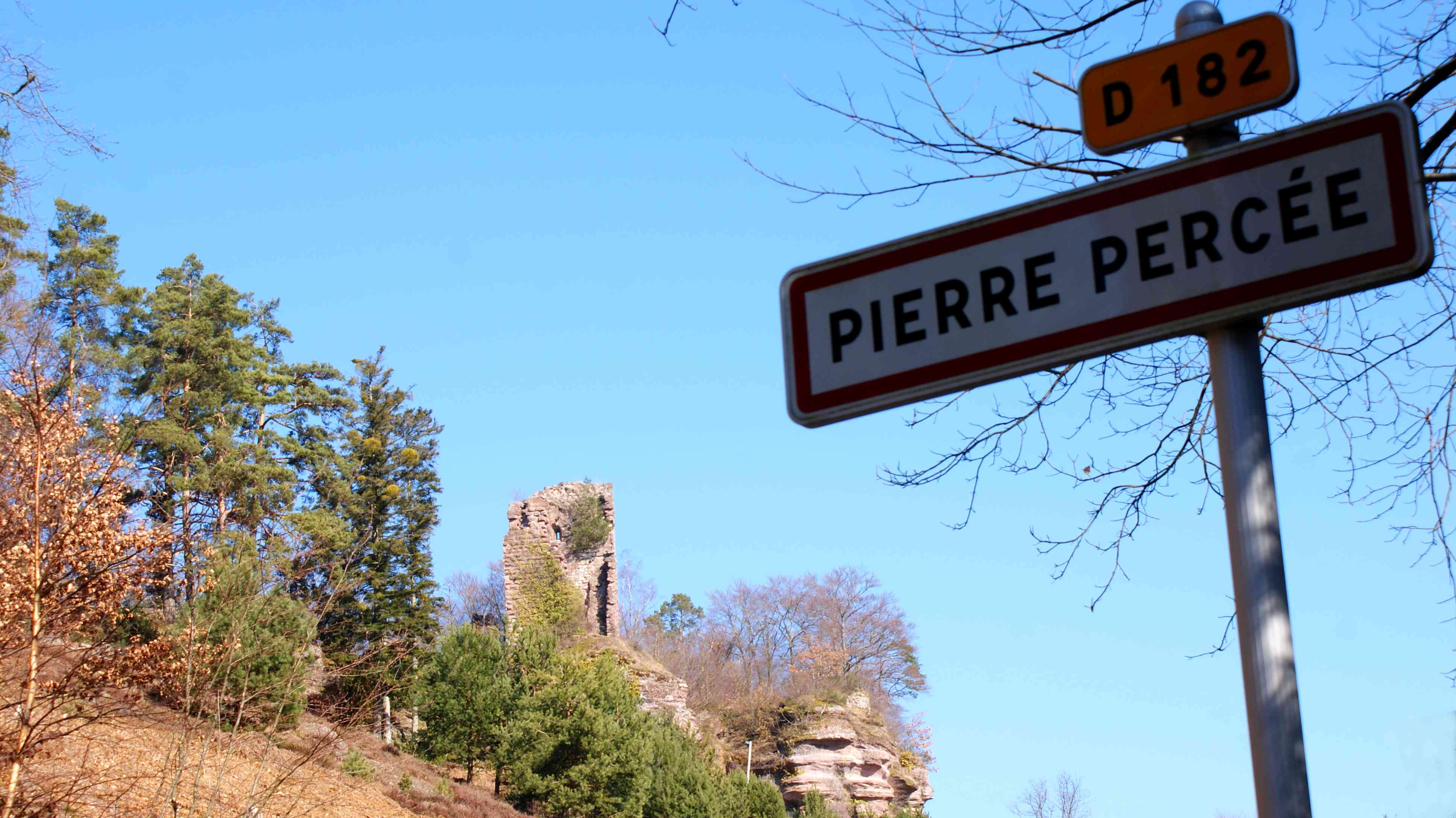
Vestige du château depuis la route : le donjon

La municipalité, protectrice de l'économie touristique, a acquis récemment l'aire des ruines du château de Langstein, s'efforce d'améliorer sa visibilité en déboisant avec l'accord avec l'ONF, ancien propriétaire et souhaite sa mise en valeur et restauration, en partenariat avec l'Agglomération de Saint-Dié. La rénovation du château (sic), du moins sa faisabilité, est déjà prévue par les finances de l'Agglo en 2018. Pour contrer les effets néfastes d'un camping sauvage latent depuis 1993, souvent destructeur de l'environnement ou dangereux, une aire de camping est projetée à court terme.

### Commerces
L'usine Dirtech, fabricant d'appareils et d'équipements d'éclairage IR, est aussi logée dans un bâtiment sécurisé de l'Agglomération, rue de La Ménelle, à proximité immédiate de Celles. Un pylône de téléphonie mobile accessible aux quatre opérateurs du domaine a été érigée en fin d'année 2018, et l'arrivée du Très Haut Débit était prévue par l'autorité étatique pour la fin 2019, afin de réduire la zone blanche.

## Culture locale et patrimoine

### Lieux et monuments

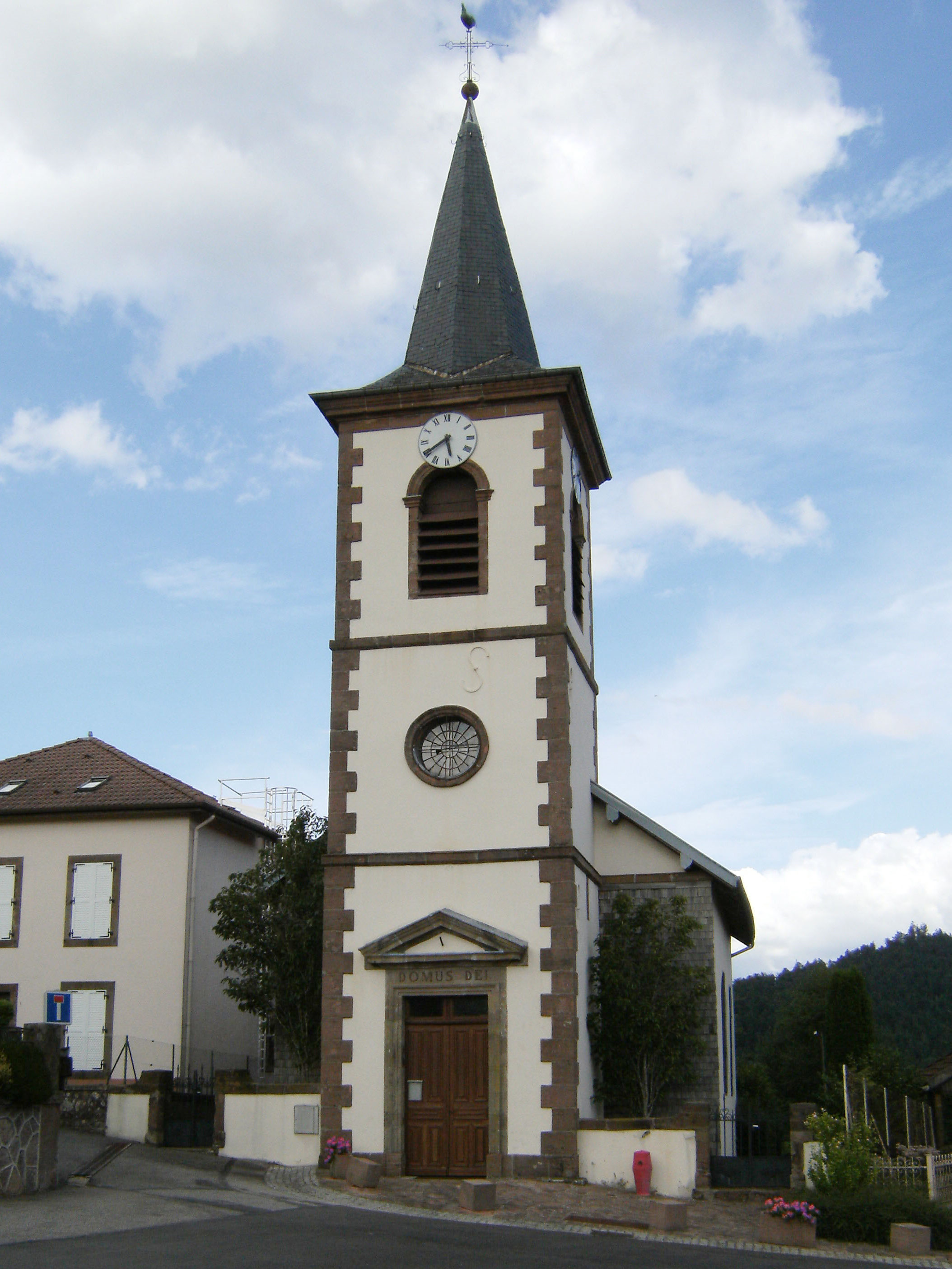
L'église de Pierre-Percée.
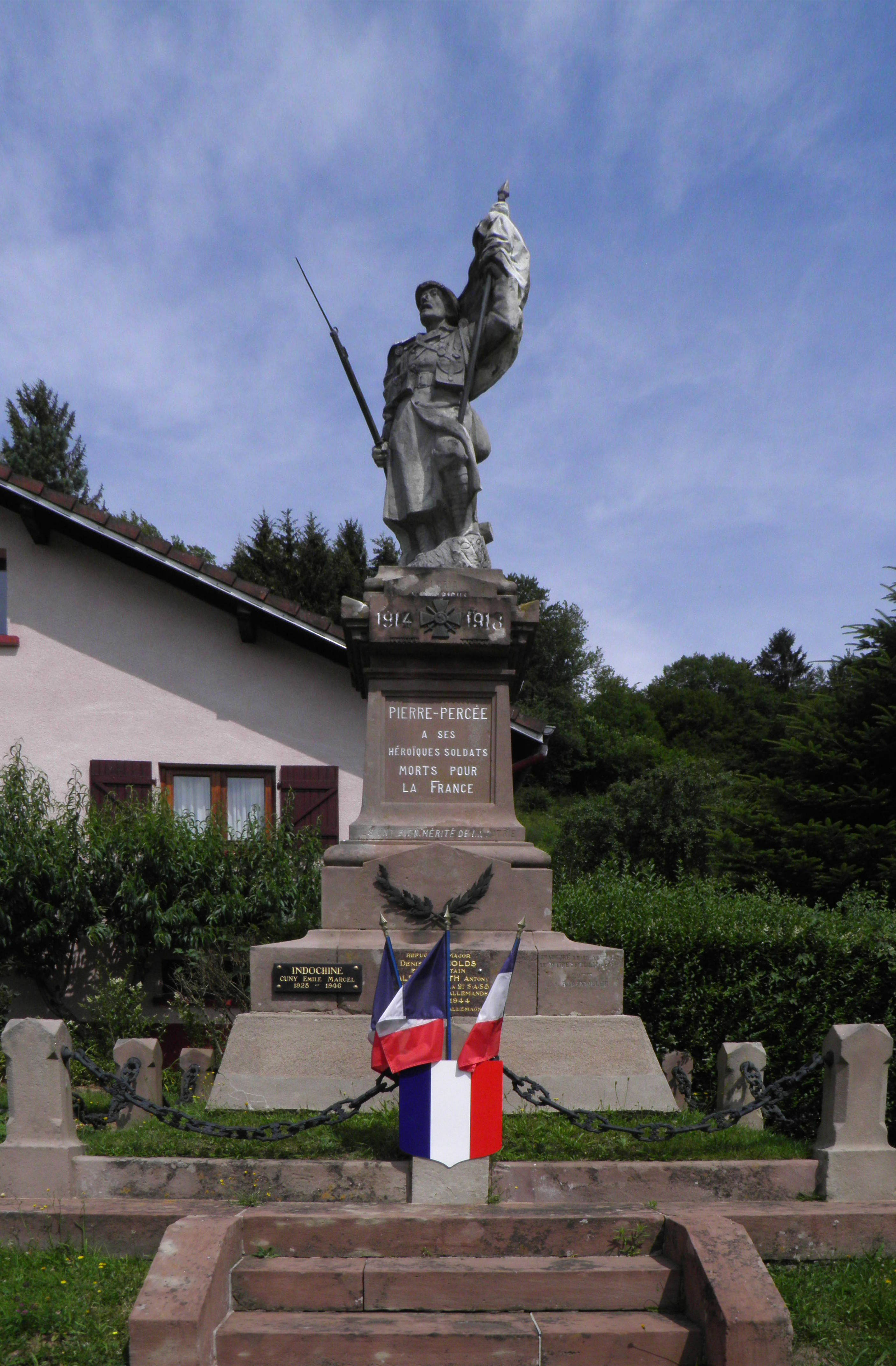
Le monument aux morts.
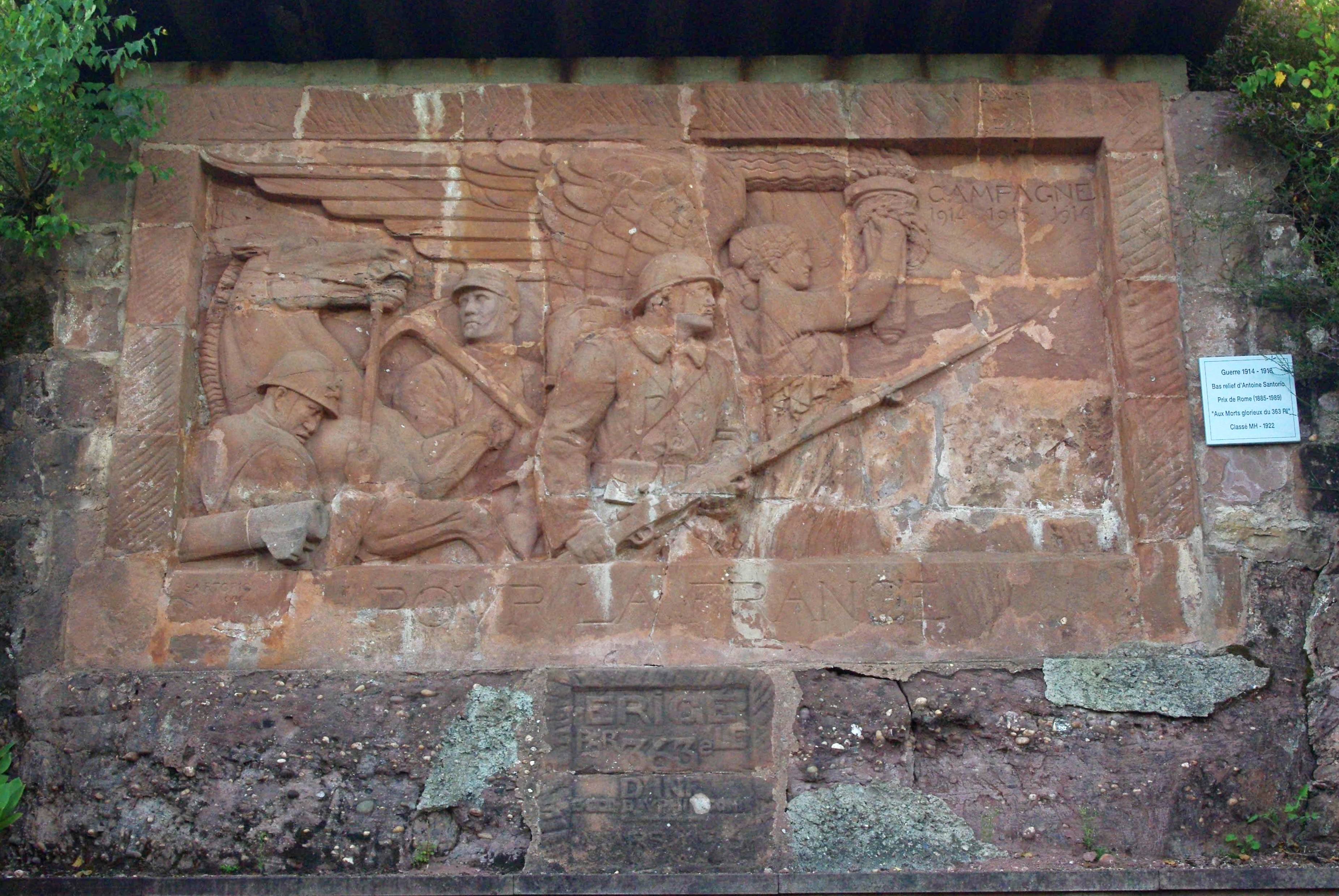
Aux morts glorieux du 363e RI, bas-relief sculpté par Antoine Sartorio dans le grès vosgien sur le lieu de ses propres combats.
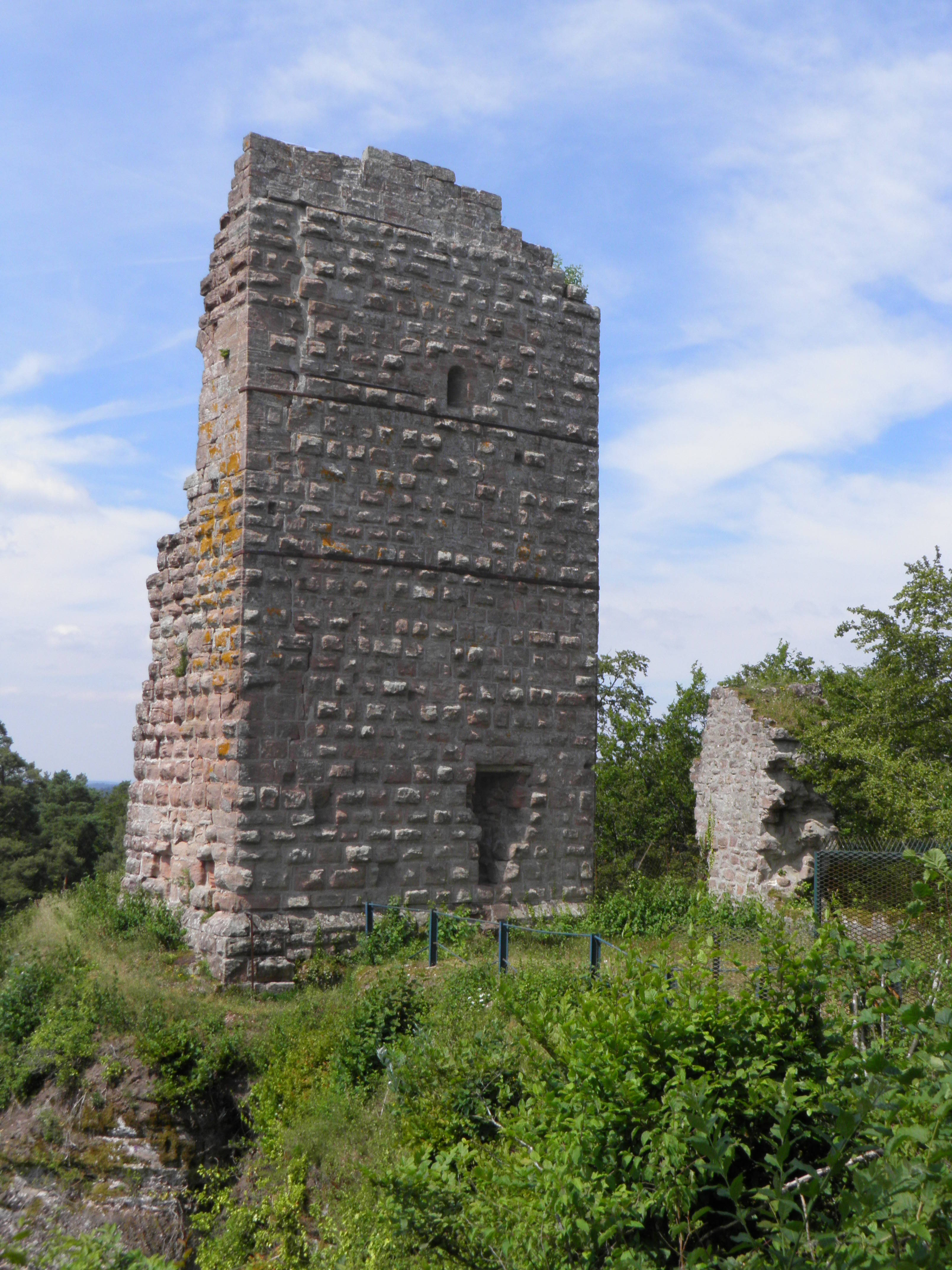
Ruines du château de Pierre-Percée.

La commune de Pierre-Percée comporte deux monuments historiques : 
- les ruines du château de Pierre-Percée, encore appelé château de Salm de nos jours ou château de Langstein par les anciens[118]. Les ruines d'une monumentale tour carrée, supposée être le donjon du château, dominent aujourd'hui le village et la retenue d'eau. Édifié au XIIe siècle, il est alors une des résidences de la famille de Langenstein/Langstein dont la dernière veuve, Agnès, épouse un comte de Salm. Il est détruit profondément vers 1136. Reconstruit malgré ses percements, il est réaménagé partiellement au XVe siècle, pillé et incendié pendant la guerre de Trente Ans puis laissé à l'abandon. Classé au titre des monuments historiques par arrêté du 21 septembre 1981[119], il s'agit d'une propriété de l'ONF qui assure l'entretien du site ; L'agglomération de Saint-Dié-des-Vosges a financé des travaux de consolidation et promu des fouilles archéologiques, dont les premiers résultats ont été dévoilés au public à l'occasion des Journées européennes du patrimoine en septembre 2020[120].
- le bas-relief sculpté par Antoine Sartorio, en hommage aux combattants de la Première Guerre mondiale, à proximité du cimetière. Il est classé au titre des monuments historiques par arrêté du 22 mai 1922[121].

Autres lieux remarquables :
- Lac de Pierre-Percée.
- L'église, rebâtie en 1758, a fait à nouveau l'objet de travaux de reconstruction en juillet 1834 par l'architecte Eugène Louis[122].

Mobilier de l'église de Pierre-Percée, église paroissiale Saint-Gengoult.
- Le musée de la Ménelle présente une importante collection d'objets militaires des trois guerres : 1870, 1914-1918 et 1939-1945[124].

### Personnalités liées à la commune
- Jean-Claude Docteur (1800-1880), né et mort à Pierre-Percée, instituteur et musicien, pédagogue et écrivain, auteur et éditeur d'almanachs vosgiens (Double Almanach de la Gaîté), imprimeur-libraire-relieur itinérant (Raon-L'Etape, Plombières, Luxeuil, Bruyères, Remiremont, Epinal).
- Antoine Sartorio, soldat-sculpteur du bas-relief "Pour la France" réalisé en 1916 près du cimetière de Pierre-Percée.

### Héraldique
| Blason de Pierre-Percée | Blason  | De gueules semé de croix recroisetées au pied fiché d'argent à deux saumons adossés de même brochant sur le tout.                                                                                                  |
| Blason de Pierre-Percée | Détails | Les armes de la commune rappellent celles du comté de Salm (de gueules à deux saumons adossés d’argent accompagnés de 7 croisettes d’or) auquel elle appartenait. Le statut officiel du blason reste à déterminer. |